# Erstes Amtsenthebungsverfahren gegen Donald Trump
Das erste Amtsenthebungsverfahren gegen Donald Trump in den Jahren 2019/20 zielte auf eine vorzeitige Entfernung des US-Präsidenten aus seinem Amt. Donald Trump ist das erste Staatsoberhaupt in der Geschichte der Vereinigten Staaten, gegen das – ein Jahr später – eine zweite Amtsanklage erhoben wurde.
Das erste Verfahren war eine Folge der so genannten Ukraine-Affäre. Ein anonymer Whistleblower hatte Trump Amtsmissbrauch vorgeworfen: In einem Telefongespräch mit dem ukrainischen Präsidenten Wolodymyr Selenskyj am 25. Juli 2019 habe er die Unterstützung der Ukraine von Gegenleistungen abhängig gemacht, die ihm Vorteile bei der Präsidentschaftswahl in den Vereinigten Staaten 2020 verschafft hätten.
Die Sprecherin des US-Repräsentantenhauses, Nancy Pelosi, leitete infolgedessen am 24. September 2019 Ermittlungen ein.
Offiziell eröffnete das von den Demokraten dominierte Repräsentantenhaus das Impeachment-Verfahren gegen Trump am 18. Dezember 2019. Am 15. Januar 2020 übermittelte es die Anklage, die auf Machtmissbrauch und Behinderung des Kongresses lautete, an den Senat. Dort begann am folgenden Tag das Verfahren unter dem Vorsitz von Chief Justice John Roberts mit der Vereidigung der Senatoren als Geschworene. Am 3. Februar 2020 hielten Anklage und Verteidigung ihre Abschlussplädoyers; am 5. Februar sprach die republikanische Mehrheit des Senats Trump in beiden Anklagepunkten frei.

## Hintergrund

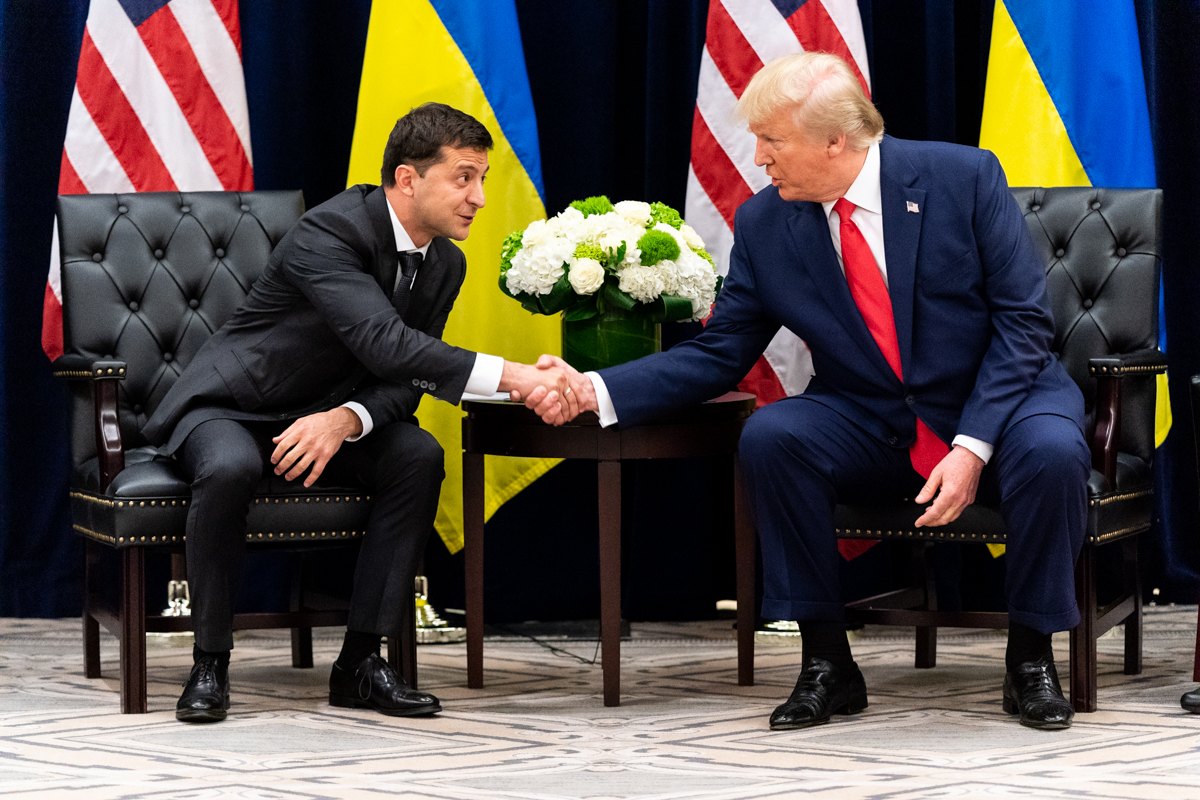
Ein Telefonat zwischen den Präsidenten Selenskyj (links) und Trump steht im Zentrum der Affäre

Die Ermittlungen für das Amtsenthebungsverfahren wurden eingeleitet, nachdem ein anonymer Whistleblower Präsident Donald Trump vorgeworfen hatte, sein Amt missbraucht zu haben, indem er in einem Telefongespräch am 25. Juli 2019 den ukrainischen Präsidenten Wolodymyr Selenskyj bedrängt habe, ihm durch Gegenleistungen Vorteile bei der Präsidentschaftswahl in den Vereinigten Staaten 2020 zu verschaffen. Trump habe von ihm verlangt, Ermittlungen gegen seinen politischen Rivalen Joe Biden, dessen Sohn Hunter Biden und das ukrainische Unternehmen Burisma aufzunehmen sowie die Verschwörungstheorie zu unterstützen, dass die Ukraine (und nicht Russland) hinter den Störungen des Präsidentschaftswahlkampfes 2016 steckte. Weil Trump vor dem Gespräch die Auszahlung von Militärhilfen unterbunden hatte, wurde ihm vorgeworfen, diese – oder die Aussicht auf ein Treffen im Weißen Haus mit Selenskyj – in einem Quid pro quo benutzt zu haben, um die Ermittlungen durch die Ukraine zu erwirken.
Am 25. September 2019 veröffentlichte Trump ein Memorandum – keine vollständige wortwörtliche Wiedergabe – des Gesprächs. Die Beschwerde des Whistleblowers wurde am selben Tag dem Kongress übergeben und am folgenden Tag der Öffentlichkeit zur Verfügung gestellt.

## Untersuchungen
Nachdem bekannt geworden war, dass die Beschwerde existierte, stieg der Druck durch die Öffentlichkeit und Demokraten auf die Sprecherin des Repräsentantenhauses Nancy Pelosi, ein Amtsenthebungsverfahren gegen Trump einzuleiten. Bis dahin hatte sie dem Verfahren skeptisch gegenüber gestanden und häufig auf die hohen formalen und inhaltlichen Hürden verwiesen. Am 22. September 2019, vor Veröffentlichung der Dokumente, sagte sie, wenn diese weiterhin zurückgehalten würden, schlüge die Regierung ein neues, ernstes Kapitel an gesetzlosem Handeln auf, das den Kongress zu einer neuen Stufe der Ermittlungen führen würde. Adam Schiff, der Vorsitzende des Geheimdienstausschusses, der sich einem Amtsenthebungsverfahren gegenüber bis dahin sehr zurückhaltend Verhalten hatte, äußerte, man dürfte den Rubikon überschritten haben. Am 24. September 2019 leiteten die Demokraten im Kongress offiziell die Untersuchung für ein Amtsenthebungsverfahren ein.

### Verweigerung der Kooperation
Am 8. Oktober schrieb Pat Cipollone, der Rechtsberater des Weißen Hauses, einen Brief an Pelosi, Schiff, Eliot Engel, den Vorsitzenden des United States House Committee on Foreign Affairs, und Elijah Cummings, den Vorsitzenden des Aufsichtsausschusses, dass das Weiße Haus bei der Untersuchung gegen Trump nicht kooperieren werde. Sie sei ein verfassungswidriger und parteilicher Versuch, das Ergebnis der Präsidentschaftswahl 2016 umzukehren, und ungültig, weil es keine Abstimmung über die Untersuchung gegeben habe. Pelosi nannte den Brief einen Versuch des Weißen Hauses, seinen Verrat an der Demokratie zu verschleiern, und warnte, dass jede Bemühung, die Wahrheit über Trumps Amtsmissbrauch vor dem amerikanischen Volk zu verstecken, als Behinderung der Justiz gewertet werde.
Rudy Giuliani sagte in einem Interview am 8. Oktober 2019, er werde erst dann vor den Ausschüssen aussagen, wenn Adam Schiff in einer Abstimmung vom Vorsitz des Geheimdienstausschusses entbunden worden sei. Am 15. Oktober ließ er durch einen Brief seines Beraters Jon Sale mitteilen, er werde einer Zwangsvorladung vom 30. September nicht nachkommen, weil die Untersuchung illegitim sei. Schiff antwortete darauf, wenn Giuliani nicht kooperiere, sei man gezwungen, dies als weiteren Beweis von Justizbehinderung zu betrachten, und dass dadurch die Beschuldigungen einer Verschleierung gestärkt würden. Vizepräsident Mike Pence verweigerte durch einen Brief seines Beraters Matthew Morgan die Kooperation mit einer Anfrage der Demokraten nach Dokumenten, die die Ukraine betreffen.
Aufgrund der Anweisung Trumps, nicht mit der Untersuchung zu kooperieren, weigerten sich mehrere Regierungsmitarbeiter, den von den leitenden Ausschüssen ausgestellten Zwangsvorladungen nachzukommen. So erschienen Anfang November John Eisenberg, Michael Ellis und Robert Blair, Berater verschiedener Stellen, sowie Brian McCormack, Michael Duffey und Russel Vought, Mitarbeiter des Office of Management and Budget, nicht zu angesetzten Anhörungen. Ulrich Brechbuhl, Berater des Außenministers Mike Pompeo, reiste mit diesem stattdessen nach Deutschland.
Charles Kupperman, ehemaliger Stellvertreter des Nationalen Sicherheitsberaters John Bolton, reichte am 25. Oktober, wenige Tage vor dem angesetzten Termin seiner Anhörung, einen Antrag bei einem Bundesgericht ein, damit es kläre, ob er der Vorladung oder Trumps Anweisung folgen müsse. Er werde nicht vor den Ausschüssen der Untersuchung aussagen, bis der Richter entschieden habe, einer solchen Entscheidung aber Folge leisten. Das Repräsentantenhaus zog am 6. November die Vorladung von Kupperman zurück und riet ihm, sich nach dem Gerichtsverfahren im Fall Don McGahn zu richten, das frühzeitiger entschieden werden sollte. Bolton schloss sich Kuppermans Antrag an, aber beide wandten sich dagegen, dass auch der Stabschef des Weißen Hauses Mick Mulvaney sich anreihte.
Das Verfahren im Fall des ehemaligen Rechtsberaters des Weißen Hauses Don McGahn, der zahlreich im Abschlussbericht von Sonderermittler Robert Mueller erwähnt worden war, sollte klären, ob eine Aussage von ihm durch eine Vorladung hätte erzwungen werden können. Richterin Ketanji Brown Jackson entschied am 25. November, dass McGahn aussagen müsse, und schrieb: „Niemand steht über dem Gesetz,“ sowie „Präsidenten sind keine Könige!“ Die von Trump angeführte Immunität der Regierung sei eine „bloße Fiktion“. Der Präzedenzfall hätte Auswirkungen darauf gehabt, ob im Zusammenhang mit der Ukraine-Affäre nicht kooperierende Zeugen hätten aussagen müssen, wie Kupperman und Bolton, dazu etwa Mulvaney, Giuliani und Pompeo. Trump twitterte, er wolle zwar, dass diese aussagten, er kämpfe aber auch für zukünftige Präsidenten. In einem Brief an seine Kollegen schrieb Adam Schiff, die Aussagesperre des Weißen Hauses könnte als weiterer Grund der Amtsenthebung hinzugefügt werden.

### Nicht-öffentliche Anhörungen
Im Oktober 2019 erklärte Adam Schiff, möglicherweise sei eine Aussage des Whistleblower im Kongress nicht mehr nötig, sodass dessen Identität geheim bleibe und die Person geschützt werde.
Der zurückgetretene Sondergesandte Kurt Volker sagte am 3. Oktober in einer mehr als achtstündigen Anhörung aus. Er beschrieb Giuliani als die treibende Kraft hinter den Bemühungen, die Ukraine zu einer Ermittlung gegen die Bidens zu bewegen, und dessen Einfluss auf Trumps Bild über die Ukraine. Volker hatte Giuliani ein Treffen mit einem nahen Berater Selenskyjs verschafft. Außerdem übergab Volker dem Kongress Textnachrichten zwischen ihm und den Diplomaten Gordon Sondland und Bill Taylor sowie mit ukrainischen Beamten und Giuliani, die am selben Tag von den leitenden Ausschüssen veröffentlicht wurden. Sie sollten zeigen, dass Volker und Sondland aktiv daran beteiligt gewesen seien, Trumps Ziel einer ukrainischen Ermittlung weiter voranzubringen, während Taylor die Zurückhaltung von Militärhilfen für dieses Ziel als „verrückt“ bezeichnete. Volker und Sondland sollen einen Text vorbereitet haben, den Selenskyj zur öffentlichen Verkündung der Ermittlung verlesen sollte. Volker kehrte am 16. Oktober vor den Kongress zurück, um seine Aussagen noch einmal durchzusprechen.
Nachdem die entlassene Botschafterin Marie L. Yovanovitch zuvor vom Außenministerium angewiesen worden war, zu einem freiwilligen Interview nicht zu erscheinen, stellten die Demokraten eine Zwangsvorladung aus. Yovanovitch sagte am 11. Oktober vor den Ausschüssen des Repräsentantenhauses aus, dass Trump das Außenministerium gedrängt habe, sie zu entlassen. Laut einer Erklärung des Vizeaußenminister John J. Sullivan ihr gegenüber habe dieser Druck seit Sommer 2018 bestanden; er versicherte ihr auch, dass sie nichts Falsches getan habe.
Fiona Hill, eine ehemalige hochrangige Beraterin Trumps und Spezialistin für Russland, berichtete dem Kongress am 14. Oktober, dass Giuliani und der Botschafter der Vereinigten Staaten bei der Europäischen Union Gordon Sondland den National Security Council und den üblichen Prozess des Weißen Hauses umgangen hätten, um in der Ukraine eine „Schattenpolitik“ zu Trumps persönlichem Vorteil zu betreiben. Laut ihrer Aussage soll der damalige nationale Sicherheitsberater John R. Bolton über das Vorgehen alarmiert gewesen sein und ihr geraten haben, es an den Anwalt des National Security Council zu melden. Der republikanische Abgeordnete Matt Gaetz, der nicht Mitglied der Ausschüsse war, die diese Sitzung leiteten, versuchte dennoch, sich Zugang zu der Anhörung zu verschaffen. Er wurde aus dem Raum entfernt.

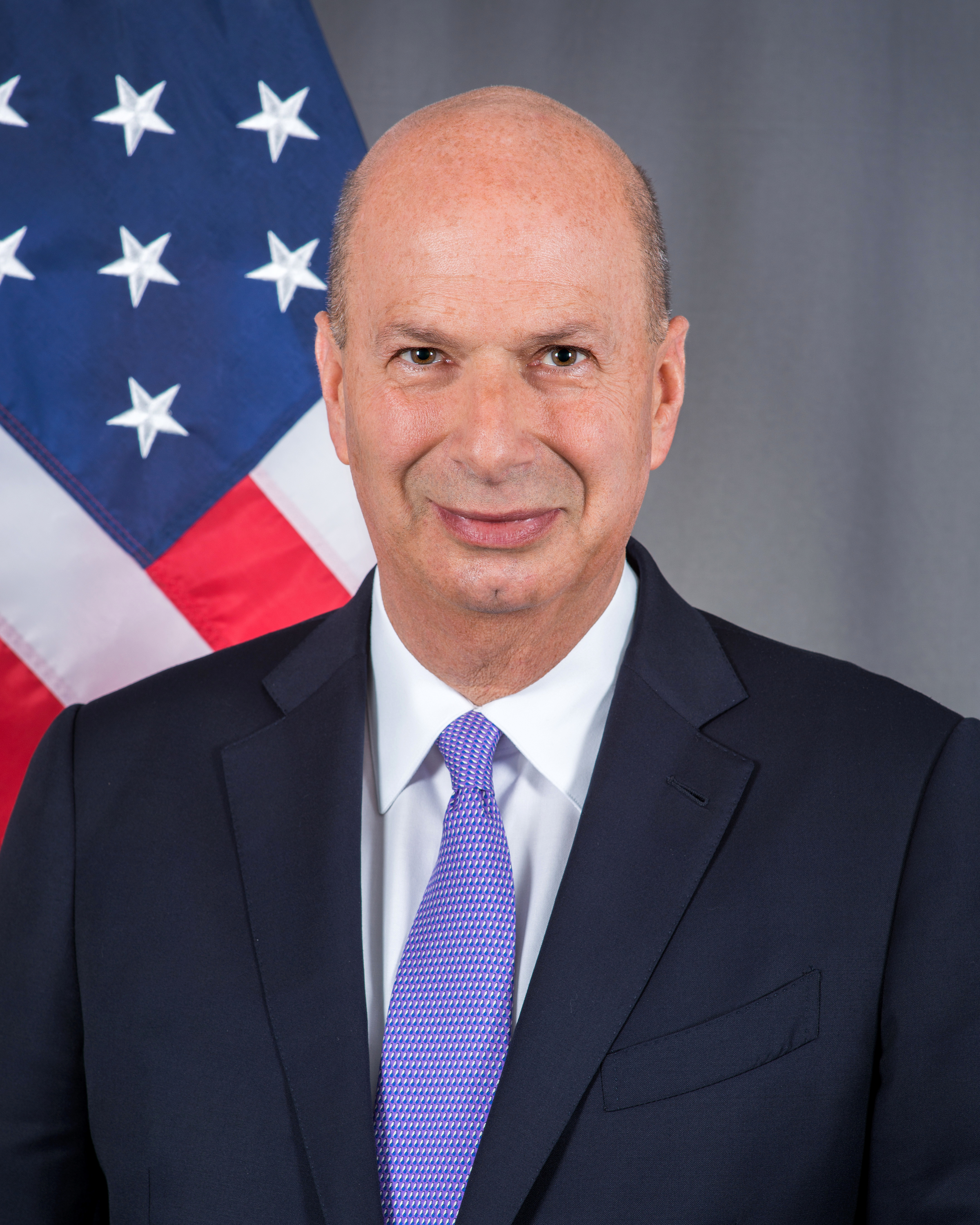
Gordon Sondland, Botschafter der Vereinigten Staaten bei der Europäischen Union

George Kent, ein Diplomat des Außenministeriums in Kiew, zuständig für die amerikanische Ukraine-Politik, traf sich am 15. Oktober mit Ermittlern der Untersuchung, nachdem das Ministerium ihm angeordnet hatte, nicht auszusagen, und die Demokraten des Repräsentantenhauses eine Zwangsvorladung aussprechen mussten. Er hatte bereits früher in diesem Jahr Bedenken über den Druck gegen die Ukraine geäußert, den Trump und Giuliani ausübten, um Ermittlungen gegen Trumps politische Gegner zu erwirken. In E-Mails soll er Anschuldigungen gegen Yovanovitch durch konservative Kommentatoren als Fakenews-Kampagne kritisiert haben und auch ukrainische Strafverfolger missbilligt haben. Gegenüber den Ermittlern hatte Kent geäußert, dass er nach einem Treffen mit Mick Mulvaney im Mai 2019 durch Gordon Sondland, Kurt Volker und Rick Perry, die sich als die drei von da an für die Ukraine-Politik Verantwortlichen bezeichneten, von Prozessen der Ukraine-politischen Entscheidungen ausgeschlossen worden sei. Wie CNN am 18. Oktober berichtete, soll laut Kents Aussage Rudy Giuliani im Januar 2019 das Außenministerium und das Weiße Haus gebeten haben, dem auf Druck von Joe Biden entlassenen ukrainischen Anwalt Wiktor Schokin ein Visum zu gewähren, damit dieser in die Vereinigten Staaten einreisen und von dort weiter gegen die Bidens ermitteln könnte. Giuliani sagte, Schokin habe ihm erzählt, er habe Beweise für eine Koordinierung zwischen den Demokraten und Personen in der Ukraine gefunden sowie Andeutungen über Hunter Biden. Außerdem soll Schokin laut Giuliani geglaubt haben, dass Marie L. Yovanovitch diejenige gewesen sei, die sein Visum verweigert habe.
Ein Berater des Außenministers Mike Pompeo, Michael McKinley, der am 11. Oktober zurückgetreten war, sagte am 16. Oktober aus, dass er dies getan habe, weil die Ukraine-Politik den Berufsdiplomaten entrissen worden sei.
Gordon Sondland hätte am 8. Oktober vor den ermittelnden Ausschüssen erscheinen sollen, weil Textnachrichten seinen engen Kontakt mit Selenskyj im Bemühen, ein Treffen mit Trump zu vermitteln, zeigten, und hatte eingewilligt, freiwillig ohne Zwangsvorladung auszusagen. Trump blockierte jedoch Sondlands Zeugenaussage und nannte die Untersuchungsausschüsse “kangaroo court”. Sondland sagte schließlich am 17. Oktober aus und bezeichnete dabei die Entscheidungen, Militärhilfen zurückzuhalten, um die ukrainische Regierung zu einer Ermittlung zu drängen und Yovanovitch zu entlassen, als falsch und distanzierte sich von Giuliani. Laut Sondlands Aussage soll Trump die Diplomaten in der Ukraine angewiesen haben, mit Giuliani zu kooperieren, was die Diplomaten enttäuscht habe. Ihm sei aber nicht bewusst gewesen, dass es Trump und Giuliani dabei um die Bidens gegangen sei. Sondlands Anwalt Robert Luskin berichtete später dem Wall Street Journal, dass Sondland gegenüber den Ausschussmitgliedern erzählt habe, er glaube, das Arrangement, dass ein Treffen zwischen Trump und Selenskyj nur zustandekomme, wenn die Ukraine Ermittlungen gegen Trumps politische Gegner zustimme, ein Quid pro quo ergebe. In einer neuen schriftlichen Aussage Anfang November, die Sondland bei den Kongressausschüssen einreichte und von diesen am 5. November veröffentlicht wurde, korrigierte Sondland seine bisherigen Aussagen, indem er einräumte, dass die Regierung die Auszahlung der Militärhilfen zeitweise direkt von ukrainischen Ermittlungen gegen die Bidens abhängig gemacht habe. Zuvor hatte Sondland in seinen früheren Aussagen noch gesagt, er wisse nicht, ob ein solcher Zusammenhang bestanden habe. In seiner neuen Aussage teilte er mit, dass er selbst in einem Gespräch am 1. September dem ukrainischen Regierungsbeamten Andrij Jermak gesagt habe, dass die Wiederaufnahme der US-Militärhilfe wahrscheinlich nicht stattfinden werde, solange Präsident Wolodymyr Selenskyj die von Trump gewünschten Ermittlungen nicht öffentlich ankündige.
Bill Taylor, der Geschäftsträger der amerikanischen Botschaft in Kiew seit Juni 2019 nach Yovanovitchs Abberufung, sagte am 22. Oktober aus, dass Trump die Militärhilfen zurückgehalten habe, bis der ukrainische Präsident zustimme, gegen die Bidens zu ermitteln. Taylor berichtete über ein Telefonat mit Sondland, laut dem Trump ihm erzählt habe, dass er wollte, dass Selenskyj öffentlich eine Untersuchung der Ukraine gegen Burisma und die angebliche Einmischung der Ukraine in die Präsidentschaftswahl 2016 verkünde. Sondland habe außerdem gesagt, alles sei abhängig von einer solchen Verkündung, auch Sicherheitsunterstützung. Taylor sagte, ihm sei seit Mitte Juli klar gewesen, ein Treffen zwischen Selenskyj und Trump habe unter der Bedingung einer Ermittlung gegen Burisma gestanden und dass diese Bedingung von Giuliani angetrieben worden sei. Medienberichte werten diese Aussagen als eine Bestätigung eines Quid pro quo. Die Abgeordnete Debbie Wasserman Schultz kommentierte, man könne durch diese Aussage zu keiner anderen Schlussfolgerung kommen, als dass der Präsident seine Macht missbraucht habe.
Pelosi veröffentlichte am 22. Oktober ein vierseitiges Informationsblatt, das mit Zitaten des Telefonats und der Whistleblower-Beschwerde als Beweise die Anschuldigungen gegen Trump auflistete und darlegte, wie der Präsident seinen Amtseid, die nationale Sicherheit und die Integrität der Wahlen für seinen persönlichen Vorteil verraten habe.
Am 23. Oktober erschien Laura Cooper, eine hochrangige Mitarbeiterin des Verteidigungsministeriums, nach einer Zwangsvorladung für eine Anhörung, obwohl das Ministerium gesagt hatte, es werde nicht mit der Untersuchung kooperieren. Ihre Aussage wurde für mehrere Stunden dadurch verzögert, dass etwa 30 Trump-treue republikanische Abgeordnete unter Führung von Matt Gaetz sich lautstark Zugang zum Sicherheitsraum, in dem das House Intelligence Committee tagte, verschafften. Sie blockierten die Anhörung für etwa fünf Stunden mit ihrem Versuch, die öffentliche Aufmerksamkeit von den Aussagen über die Verfehlungen des Präsidenten abzulenken und das gesamte Verfahren gegen ihn zu delegitimieren. Sie brachten auch ihre elektronischen Geräte wie Mobiltelefone in den Raum hinein, in dem solche aus Sicherheitsgründen verboten waren, sodass sie eingesammelt werden mussten. Der republikanische Abgeordnete Alex Mooney teilte hinterher die Audio-Aufnahme eines Anrufs, den er innerhalb des Raumes getätigt hatte. Demokraten kommentierten, dass er damit seine eigene Verletzung von Sicherheitsregelungen öffentlich mache. Außerdem bestellten die Republikaner Pizza, die auch in das Gebäude geliefert wurde. Nachdem die Störer das Gebäude wieder verlassen hatten, begann Laura Cooper ihre Aussage, die weniger als vier Stunden dauerte, und legte technisch dar, wie Auslandshilfen ausgezahlt werden. Sie soll aufgezeigt haben, dass bei den ukrainischen Hilfen vom üblichen Prozess abgewichen worden sei.
Philip Reeker, seit März 2019 ein leitender Mitarbeiter des Außenministeriums im Büro für europäische und eurasische Angelegenheiten, sagte am 26. Oktober über die Entlassung von Marie Yovanovitch im Mai aus, womit er einer Zwangsvorladung nachkam, nachdem das Ministerium ihn angewiesen hatte, nicht zu erscheinen, und seine Aussage einschränken wollte. Er übergab dem Kongress E-Mails, in denen er Yovanovitch verteidigt hatte. Darin habe er die Kampagne gegen sie als von Fakenews angetriebene Schmierenkampagne bezeichnet. Gemeinsam mit George Kent habe er bei hochrangigen Mitarbeitern Bedenken darüber, wie Yovanovitch behandelt wurde, geäußert. Er drängte den Diplomaten David Hale und Ulrich Brechbuhl, den Berater des Außenministers Pompeo, Yovanovitch öffentlich zu unterstützen, was diese aber ablehnten. Auch unterstützte Reeker erfolglose Bemühungen von Michael McKinley, ein öffentliches Statement, das Yovanovitch unterstützen sollte, zu erwirken. Vor Reekers Anhörung am Samstag hatte der republikanische Abgeordnete Jim Jordan am Mittwoch in einem Brief an Reeker nachgefragt, warum dessen Anhörung auf den Samstag verschoben wurde und nicht an einem Werktag stattfinde.
Am 29. Oktober sagte der Oberstleutnant Alexander Vindman, der höchste Experte für die Ukraine im National Security Council, als erster amtierender Mitarbeiter des Weißen Hauses aus, womit er trotz der Bemühungen der Regierung, Aussagen von Mitarbeitern des Weißen Hauses zu blockieren, einer Zwangsvorladung nachkam. In seinem Eröffnungsstatement sagte er, er sei im Frühling 2019 aufmerksam geworden auf Einflüsse von außen, die ein falsches Narrativ der Ukraine beförderten, das unvereinbar mit den übereinstimmenden Ansichten des ressortübergreifenden Gremiums sowie schädlich für die Regierungspolitik sei. Vindman habe bei zwei Gelegenheiten seine Bedenken wegen der Regierungsbemühungen bezüglich der Ukraine an den Rechtsbeistand des Nationalen Sicherheitsrats weitergemeldet. Die erste fand nach einem Treffen am 10. Juli zwischen Oleksandr Danyljuk, dem Sekretär des Nationalen Sicherheits- und Verteidigungsrates der Ukraine, und Trumps Nationalem Sicherheitsberater John Bolton, bei dem auch Volker, Sondland und Energieminister Rick Perry anwesend waren. Dabei habe Sondland die Ukraine zu Ermittlungen aufgefordert als Bedingung für ein Treffen mit Trump. Vindman habe bei einer Nachbesprechung Sondlands Äußerungen als unangemessen bezeichnet und dies an den Anwalt des Nationalen Sicherheitsrates gemeldet. Außerdem hatte er das Telefonat zwischen Trump und Selenskyj am 25. Juli mitgehört und seine Bedenken seinen Vorgesetzten mitgeteilt. Auch berichtete Vindman, dass das Memorandum des Weißen Hauses zum Telefonat wesentliche Worte und Sätze Trumps bezüglich der Bidens ausgelassen habe und an einigen Stellen offenbar absichtlich verändert worden sei. Für seine Aussagen wurde Vindnam von Trump, Republikanern und auf dem Fox News Channel diskreditiert und beschimpft.
Catherine Croft, eine ehemalige Mitarbeiterin des Nationalen Sicherheitsrates, sagte am 30. Oktober aus, dass der ehemalige republikanische Abgeordnete sie mit mehreren Telefonanrufen gedrängt habe, Marie Yovanovitch zu feuern. Diese habe er als Überbleibsel Obamas bezeichnet und mit George Soros in Verbindung gebracht. Croft habe die Anrufe Fiona Hill und George Kent gemeldet. Die demokratische Abgeordnete Debbie Wasserman Schultz führte gegenüber der Presse an, dass dies das erste Mal ist, dass bei der Untersuchung Bezug auf Livingston genommen wurde.
Tim Morrison, ein Spitzen-Berater des Weißen Hauses für europäische und russische Angelegenheiten, der das Telefonat zwischen Trump und Selenskyj mitgehört hatte, sagte am 31. Oktober aus, nachdem er am Tag zuvor seinen Rücktritt verkündet hatte. Bezüglich des Telefonats sagte er, das Memorandum gebe seine Erinnerungen an das Gespräch akkurat wieder und seiner Meinung nach sei nichts Illegales diskutiert worden, aber er meldete Bedenken an Anwälte des Weißen Hauses, dass Details des Gesprächs öffentlich werden könnten. Zugleich bekräftigte er auch, dass die Freigabe der Militärhilfen von einer Ermittlung gegen Burisma abhängig gemacht wurde. Fiona Hill habe ihm von Sondlands und Giulianis Bemühungen erzählt, die Ukraine zu einer solchen Ermittlung zu bewegen. Dass die Zurückhaltung der Militärhilfen damit zusammenhing, sei ihm aber nicht bewusst gewesen, bis er am 1. September mit Sondland sprach. Außerdem bekräftigte er im Wesentlichen Aussagen von Bill Taylor, der Morrison mehrfach erwähnt hatte, mit kleineren Korrekturen: Nach ihren Aussagen soll Sondland Anfang September in Warschau einen Berater Selenskyjs getroffen und ihm erzählt haben, dass die Militärhilfen nur bereitgestellt würden, wenn Selenskyj sich verpflichte, gegen die Bidens zu ermitteln. Laut Morrison wäre es für Sondland allerdings ausreichend gewesen, wenn Selenskyjs Generalanwalt anstelle des Präsidenten selbst die Untersuchung eröffne. Morrison bestätigte Taylors Bericht über ein Telefongespräch zwischen Trump und Sondland, indem der Präsident zwar sagte, er wolle kein Quid pro quo, aber darauf drängte, dass Selenskyj eine Ermittlung gegen die Bidens öffentlich verkünde. Sowohl Republikaner als auch Demokraten werteten Morrisons Aussagen als Gewinn für ihre Seite. Der republikanische Abgeordnete Mark Meadows sagte, sie habe riesige Löcher in den Bemühungen zu einer Amtsenthebung aufgezeigt, wogegen Wasserman-Schultz behauptet, er habe Lücken gefüllt.
Am 6. November sagte David Hale, der Staatssekretär im Außenministerium für politische Angelegenheiten, über die Abberufung von Marie Yovanovitch aus und verteidigte die ehemalige Botschafterin. Er halte die Beschuldigungen, sie habe abfällige Bemerkungen über Trump geäußert, für unzutreffend und habe bei Außenminister Mike Pompeo die Idee eines Statements zur Unterstützung von Yovanovitch vorgebracht; ein solches wurde aber nie herausgegeben. Man habe Angst gehabt, es würde bloß die negativen Reaktionen weiter anheizen, sodass der Plan gewesen sei, es zurückzuhalten und auszusitzen.
Jennifer Williams, eine Beraterin des Vizepräsidenten Mike Pence, die das Telefonat Trumps mit Selenskyj mitangehört hatte, sagte am 7. November aus, dass sie diese Unterhaltung ungewöhnlich fand, weil sie politisch gewesen sei und nicht dem üblichen Ton eines diplomatischen Anrufs entsprochen habe. Das Telefonat habe spezifische Bezugnahmen auf Trumps persönliche politische Agenda enthalten; sein Drängen, dass die Ukraine politisch sensible Ermittlungen durchführe, nannte sie unangemessen. Nach der Veröffentlichung eines Transkripts ihrer Aussage beschuldigte Trump Williams auf Twitter eines Angriffs auf den Präsidenten.
Am 15. November sagte der Diplomat David Holmes aus und bestätigte das Telefonat Sondlands mit Trump, das Billy Taylor in seiner öffentlichen Anhörung erwähnte, welches am 26. Juli, einen Tag nach dem Telefonat Trumps mit Selenskyj, stattgefunden haben soll. Er habe es in einem Restaurant in Kiew mitgehört und Trumps sehr laute Stimme am Telefon erkannt. Auf Trumps Erkundigung, ob Selenskyj die Ermittlungen gegen die Bidens einleiten werde, soll Sondland geantwortet haben, Selenskyj werde alles tun, was Trump von ihm verlange. Laut Holmes’ Eröffnungsstatement fand an dem Tag ein Treffen zwischen einer amerikanischen Delegation, darunter er und Sondland, und ukrainischen Regierungsvertretern, darunter Selenskyj, statt. Dieser habe dabei erwähnt, dass Trump in seinem Telefonat drei sensible Themen angesprochen habe. Nach dem Treffen seien Holmes und Sondland noch in das Restaurant gegangen, wo Sondland Trump angerufen habe, um ihm ein Update zu geben. Nach dem Telefonat habe Sondland auf Holmes’ Nachfrage über Trumps Ansichten zur Ukraine gesagt, der Präsident interessiere sich nur für große Dinge, die ihm zugutekommen, wie die Ermittlung gegen die Bidens.
Mark Sandy, der ehemalige Direktor des Office of Management and Budget vor Mick Mulvaney, berichtete am 16. November, wie der Prozess der Auszahlung von Militärhilfen üblicherweise abläuft und inwiefern dies bei den Militärhilfen für die Ukraine abwich.

### Abstimmung über weiteres Verfahren
Zwar ist eine förmliche Abstimmung für eine Amtsenthebungsuntersuchung gemäß der Verfassung nicht notwendig, trotzdem haben Trump und diverse Republikaner mehrfach kritisiert, dass es keine Abstimmung gab, und behauptet, ohne eine solche wäre die Untersuchung ungültig.
Am 24. Oktober haben insgesamt 45 Republikaner des Senats unter Führung von Lindsey Graham, dem Vorsitzenden des Justizausschuss des Senats, eine Resolution eingebracht, in der sie die Amtsenthebungsuntersuchung verurteilen und eine förmliche Abstimmung über die Untersuchung fordern. Trump solle seine Beschuldiger konfrontieren und die Republikaner eigene Zwangsvorladungen aussprechen dürfen. Sonst sei eine Amtsenthebung aufgrund der Untersuchung ungültig. Zuvor hatte Graham geplant, einen Brief an Pelosi zu schicken, dass die republikanischen Senatoren nicht wegen des Telefonats mit Selenskyj für eine Amtsenthebung stimmen würden; diese Idee verwarf er zugunsten der Resolution.
Sprecherin Pelosi hat schließlich Ende Oktober angekündigt, dass die Demokraten eine Resolution einbringen werden, die sowohl die bisher getätigten Schritte als auch das weitere Prozedere über öffentliche Anhörungen absichern solle und jeden Zweifel ausräumen sollte, ob Trumps Regierung gestattet sei, nicht zu kooperieren. Bei der Abstimmung über die Resolution, die am 31. Oktober mit dem gesamten Repräsentantenhaus stattfand, stimmten 232 Abgeordnete (nur Demokraten) mit Ja und 196 (alle Republikaner und 2 Demokraten) mit Nein. Das Weiße Haus veröffentlichte über die Pressesprecherin Stephanie Grisham ein Statement, das die Abstimmung scharf herabsetzte als Schwindel und „offensichtlich parteilichen Versuch, den Präsidenten zu zerstören“. Trump selbst setzte einen Tweet ab, die Untersuchung sei „die größte Hexenjagd in der amerikanischen Geschichte“.

### Öffentliche Anhörungen
Am 6. November wurde verkündet, dass die ersten öffentlichen Anhörungen in der folgenden Woche beginnen würden. Diese werden live auf mehreren US-amerikanischen Fernsehsendern sowie in Online-Livestreams etwa auf Facebook und YouTube ausgestrahlt. Wie in der Erklärung vom 31. Oktober bestimmt dürfen in dieser Phase auch die republikanischen Abgeordneten Zeugen zwangsvorladen; ihre Vorschläge können aber vom Leiter der Untersuchung Adam Schiff abgelehnt werden. Dies tat er bei einer vom Oppositionsführer im Geheimdienstausschuss, Devin Nunes, eingereichten Liste von 8 Zeugen, die die Republikaner vernehmen wollen, mit Hunter Biden und dem Whistleblower. Dessen Aussage sei nicht mehr notwendig, außerdem müsse die Person geschützt werden.
Mitte November, vor Beginn der öffentlichen Anhörungen, benutzten Adam Schiff und Nancy Pelosi für die untersuchten Anschuldigungen die Bezeichnung Bestechung („bribery“) anstelle von Quid pro quo. Diese ist in der Verfassung der Vereinigten Staaten konkret als eines der Amtsvergehen, das zu einem Amtsenthebungsverfahren führen kann, benannt.

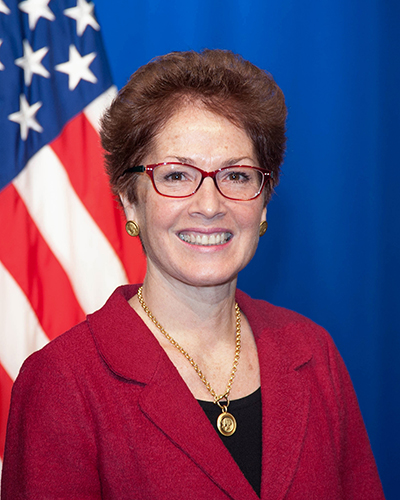
Marie L. Yovanovitch am 29. Januar 2015

Als erste fand am 13. November die öffentlichen Anhörung von Bill Taylor und George Kent statt. Taylor ergänzte darin zu ihren bisherigen Aussagen Informationen über ein Telefonat zwischen Trump und Sondland, das am 26. Juli stattgefunden habe – einen Tag nach dem Telefonat zwischen Trump und Selenskyj. Trump soll bei dem Telefonat nach den Ermittlungen gefragt haben. Nach den Nielsen Ratings schalteten über 13 Millionen Menschen diese öffentliche Anhörung ein. Trump sagte, er sei zu beschäftigt, sie anzuschauen, postete aber während der Anhörung Tweets, in denen er sie kommentierte.
Am 15. November wurde Marie Yovanovitch öffentlich angehört und sagte darüber, wie Trump sie im Telefonat mit Selenskyj erwähnt hat, dass sie sich, als sie dies im veröffentlichten Memorandum las, bedroht gefühlt hatte. Während ihrer Anhörung attackierte Trump Yovanovitch auf Twitter, worauf Adam Schiff ihr erlaubte, sofort darauf zu reagieren, indem er den entsprechenden Tweet vorlas. Auf die Frage, welchen Effekt dies auf die Bereitschaft weiterer Zeugen hätte auszusagen, antwortete sie, es sei sehr einschüchternd, weswegen dieser Angriff als Zeugeneinschüchterung und potentieller Bestandteil einer Amtsenthebung diskutiert wird. Trump verteidigte sich mit Verweis auf Redefreiheit. Yovanovitch erhielt im Anschluss an ihre Anhörung, während der ihre diplomatischen Dienste von Republikanern und Demokraten gepriesen wurden, Standing Ovations.
Am 19. November fand am Morgen die Anhörung von Alexander Vindman und Jennifer Williams statt, die das Telefongespräch zwischen Trump und Selenskyj mitangehört hatten und von den Demokraten als Zeugen einberufen wurden, sowie am Nachmittag von Kurt Volker und Tim Morrison, welche von den Republikanern einberufen wurden.
In seinem Eröffnungsstatement richtete Vindman sich an seinen Vater, der vor 40 Jahren aus der Sowjetunion in die Vereinigten Staaten immigriert war. Der republikanische Abgeordnete Steve Castor griff Vindman an, indem er dessen Loyalität anzweifelte aufgrund eines dreifach geäußerten Stellenangebots als ukrainischer Verteidigungsminister durch Oleksandr Danyljuk, den Sekretär des Nationalen Sicherheits- und Verteidigungsrat der Ukraine während Selenskyjs Amtseinführung. Vindman nannte diese Angebote lächerlich und sagte, er habe sie abgelehnt und seinen Vorgesetzten gemeldet. Danyljuk erzählte ABC News daraufhin, diese Angebote seien ein Scherz gewesen. Vindman hat mit zwei Personen, darunter eine der Intelligence Community, über Trumps Telefonat gesprochen; der Republikaner Devin Nunes versuchte ihn dazu zu bringen, den Namen dieser Person preiszugeben, sodass Adam Schiff einschreiten musste, um möglicherweise die Identität des Whistleblowers zu schützen, auch wenn Vindman sagte, er kenne diesen nicht.
Kurt Volker revidierte seine Aussagen der nicht-öffentlichen Anhörung, bei der er gesagt hatte, er habe keine Anzeichen gesehen, dass der Präsident ein Treffen mit Selenskyj im Weißen Haus oder die Militärhilfen abhängig von Ermittlungen gemacht habe. Nun sagte er aus, er habe eine neue Sichtweise, weil er viele Dinge erfahren habe, die er zur Zeit der fraglichen Ereignisse noch nicht wusste. Tim Morrison wurde über ein Gespräch zwischen Gordon Sondland und Andrij Jermak, dem Assistenten des ukrainischen Präsidenten, das am 1. September stattgefunden hatte, befragt; seine Antwort, Sondland habe Jermak gesagt, dass der ukrainische Generalstaatsanwalt eine Erklärung bezüglich der Ermittlungen abgeben müsse als Bedingung, damit die Militärhilfen freigegeben werden, wird als Bestätigung des Quid pro quo interpretiert, auch wenn Morrison diese Bezeichnung dafür nicht benutzt hat.
Am 20. November fand am Morgen die Anhörung von Gordon Sondland statt und am Nachmittag von Laura Cooper und David Hale. Sondland galt dabei als der bis dahin mit der größten Spannung erwartete Zeuge, weil er selbst direkt beteiligt war an den Bemühungen, die Ukraine zu Ermittlungen gegen die Bidens zu bewegen. Während Trump sich von Sondland distanziert, hat dieser oft von mehreren Telefongesprächen mit dem Präsidenten und von seiner Nähe zu ihm gesprochen.
Er brachte in seiner Aussage Trump direkt in Verbindung mit seinen Handlungen und den Bemühungen, Ermittlungen von der Ukraine zu erwirken, dadurch dass er, Kurt Volker und Energieminister Rick Perry – die die „drei Amigos“ genannt wurden – auf ausdrücklicher Anweisung Trumps mit Giuliani zusammengearbeitet hätten und indem er das durch Bill Taylor und David Holmes bekannt gewordene Telefongespräch vom 26. Juli zwischen Sondland und Trump bestätigte, was seinen direkten Kontakt zum Präsidenten aufzeigt. Neben Trump brachte er noch weitere Namen ins Spiel: Er habe Außenminister Mike Pompeo und Sicherheitsberater John Bolton über jeden ihrer Schritte bezüglich der Ukraine informiert. „Jeder war eingeweiht, es war kein Geheimnis,“ sagte er. (Zitat: “Everyone was in the loop. It was no secret.”) Daher sei hier auch keine Schattenpolitik betrieben worden. Über Vizepräsident Mike Pence berichtete er, er habe diesem am 1. September vor einem Treffen zwischen Pence und Selenskyj Bedenken darüber, dass die Zurückhaltung der Militärhilfen mit den Ermittlungen in Verbindung gebracht werden könnte, geäußert. Sondland bestätigte explizit ein Quid pro quo in Bezug auf ein von Selenskyj gewünschtes Treffen im Weißen Haus mit Trump, dafür dass Selenskyj öffentlich Ermittlungen gegen Burisma Holdings ankündige. Bezüglich der Frage, ob auch die Freigabe der Militärhilfen von dieser öffentlichen Ankündigung abhängig gemacht war, sagte Sondland, weil er nie eine klare Erklärung erhalten habe, warum sie zurückgehalten wurden, sei er zu der persönlichen Annahme gelangt, sie würden nicht ausgezahlt werden, bevor nicht die Ermittlungen angekündigt würden. Trump selbst habe ihm aber nie gesagt, sie seien davon abhängig.
Sondland berichtete auch von einem Telefongespräch zwischen ihm und Trump, in dem er, um eine klare Antwort zu erhalten, den Präsidenten direkt gefragt habe, was dieser von der Ukraine wolle; Trumps Antwort habe gelautet: „Ich will nichts. Ich will kein Quid pro quo. Sag Selenskyj, er soll das Richtige tun.“ Das Telefonat fand am 9. September statt, an dem Michael Atkinson den Geheimdienstausschuss über die Whistleblower-Beschwerde informierte, eine Woche nachdem Joseph Maguire den Rechtsberater des Weißen Hauses informierte, was zu der Annahme führt, dass Trump bereits von der Beschwerde erfahren hatte. Auf Nachfrage durch den Abgeordneten Raja Krishnamoorthi sagte Sondland, er könne nicht ausschließen, dass Trumps Aussagen an dem Tag an der Beschwerde gelegen haben. Trump nahm die Erwähnung dieses Telefongesprächs zum Anlass, die Untersuchung für beendet zu befinden und sich selbst zu zitieren. Vor dem Weißen Haus gab er die Worte vor Reportern wieder und war dabei mit Notizzetteln zu sehen, auf denen er mit schwarzen Markern den Inhalt dieses Telefongesprächs aufgeschrieben hat. Auf diesen war der Name des ukrainischen Präsidenten als Zellinsky (englische Schreibweise: Zelensky) falsch geschrieben, und Trumps Schrift rief in den Sozialen Medien Spott-Reaktionen hervor. Pete Souza, Fotograf für den Trumps Vorgänger Barack Obama, postete zum Vergleich ein Foto von einem handbeschriebenen Zettel Obamas.
Laura Cooper berichtete, dass ihr Team am 25. Juli E-Mails der ukrainischen Botschaft erhalten habe, die anzeigten, dass Amtsträger der Ukraine bereits zu diesem Zeitpunkt von Problemen mit den Militärhilfen gewusst haben, was die Verteidigung Trumps durch Republikaner, dass mit den Militärhilfen kein Quid pro quo vorliegen könne, wenn die Ukraine gar nicht davon wusste, dass diese zurückgehalten werden, untergräbt.
Am 21. November sagten Fiona Hill und David Holmes gemeinsam aus. Hill verurteilte in ihrem Eröffnungsstatement das „fiktionale Narrativ“, dass nicht Russland, sondern die Ukraine sich in die Präsidentschaftswahl 2016 eingemischt habe. Sie sagte, es sei offensichtlich gewesen, dass eine von Trump gewünschte Ermittlung gegen Burisma eine gegen die Bidens meinte, und es sei nicht glaubwürdig, dass Sondland diese Verbindung nicht gesehen hätte; dieser hatte behauptet, er habe nicht verstanden, dass eine Ermittlung gegen Burisma mit den Bidens zu tun hätte, bis im September das Memorandum des Telefongesprächs herausgegeben wurde, bei dem Trump Biden namentlich nannte. Thematisiert wurde auch ein Konflikt zwischen Hill und Sondland: Sie sei frustriert und verärgert gewesen, dass dieser andere Bedienstete nicht über alle seine Treffen informierte und an einem innenpolitischen Auftrag beteiligt war, während sie und andere Diplomaten traditionelle Außenpolitik betrieben. Sondlands Reaktionen veranlassten sie auch zu einer allgemeinen Aussage darüber, dass Frauen, die ihren Ärger zeigen, nicht ernst genommen werden.

### Übergang zur nächsten Phase
Nach zwei Wochen öffentlicher Anhörungen schrieb Schiff am 25. November einen Brief an seine Kollegen im Repräsentantenhaus, in dem er zusammenfasste, man habe enthüllt, Trump habe zu seinem politischen und persönlichen Vorteil ausländische Einmischung in die Präsidentschaftswahl erlangen wollen, indem ein Treffen im Weißen Haus mit Selenskyj sowie die Militärhilfen an die Ukraine von der Ankündigung politisch motivierter Ermittlungen abhängig gemacht worden seien. Die Beweise würden seine korrupte Absicht und das Ausmaß des Machtmissbrauchs aufzeigen. Nach einer Pause des Kongresses über Thanksgiving würden die leitenden Ausschüsse einen Bericht der bisher gefundenen Beweise, der auch alle Fälle der Nicht-Kooperation enthalten werde, an den Justizausschuss des Repräsentantenhauses schicken, welcher dann zur nächsten Phase der Untersuchung übergehen werde.
Am folgenden Tag verkündete Jerrold Nadler, Vorsitzender des Justizausschusses, durch einen Brief an Trump, dass der Justizausschuss seine erste Anhörung, um die verfassungsrechtliche Grundlage für eine Anklage zu erörtern, für den 4. Dezember angesetzt hat. Mit dem Brief lädt Nadler Trump ein, der Sitzung beizuwohnen. Nadler sagte dazu, Trump habe nun die Wahl, entweder die Gelegenheit, bei den Anhörungen vertreten zu sein, wahrzunehmen oder damit aufzuhören, sich über das Verfahren zu beschweren.
Der Rechtsberater des Weißen Hauses, Pat Cipollone, schrieb am 1. Dezember an Nadler, dass weder Trump noch Anwälte für ihn dieser ersten Anhörung beiwohnen werden. Trump nehme an dem Tag stattdessen an einem NATO-Gipfeltreffen in London teil. Cipollone warf Nadler vor, die erste Anhörung „ohne Zweifel absichtlich“ auf denselben Tag wie das Gipfeltreffen gelegt zu haben.
Am 2. Dezember legten die Republikaner der Ausschüsse, die an der Untersuchung beteiligt waren, ihren über 100-seitigen Abschlussbericht zu den Anhörungen vor. Darin argumentieren sie, dass durch die Indizien der Zeugenaussagen die Anschuldigungen gegen Präsident Trump nicht unterstützt würden und damit keine Gründe für eine Amtsenthebung gegeben seien. Die Demokraten seien stattdessen besessen davon, die Ergebnisse der Präsidentschaftswahl 2016 ungeschehen machen zu wollen. Für die Republikaner seien zum einen das Zurückhalten der Militärhilfen aufgrund Trumps Skepsis wegen Korruption in der Ukraine, zum anderen Trumps Bedenken bezüglich Hunter Biden gerechtfertigt. Außerdem wiederholen sie darin die Behauptung, dass ukrainische Amtsträger versucht hätten, sich bei der Präsidentschaftswahl 2016 einzumischen. Adam Schiff wies den Bericht umgehend zurück und schrieb auf Twitter, die Republikaner würden zahlreiche Beweise ignorieren.
Der Abschlussbericht des Geheimdienstausschusses wurde am folgenden Tag öffentlich gemacht. Dieser ist in zwei Abschnitte geteilt: einen über die Vorwürfe einer Intrige (scheme) und einen über die Behinderung der Untersuchungen (obstruction). In dem Bericht enthaltene Anrufdaten zeigen als neue Enthüllungen Kontakte im April zwischen Rudy Giuliani, Lev Parnas, Devin Nunes und dem rechten Journalisten John Solomon, der vorher Verleumdungen gegen die Ukraine und Marie Yovanovitch veröffentlicht hatte. Adam Schiff bezeichnete als besorgniserregend, dass ein Kongressabgeordneter in Trumps Aktivitäten, Schmutz gegen einen politischen Rivalen zu suchen, verwickelt sein könnte.

### Anhörungen des Justizausschusses
Bei der ersten Anhörung des Justizausschusses am 4. Dezember wurden die Rechtsprofessoren Pamela Karlan (Stanford University), Noah Feldman (Harvard University) und Michael Gerhardt (University of North Carolina at Chapel Hill), die von den Demokraten geladen wurden, sowie Jonathan Turley (George Washington University Law School), der von den Republikanern geladen wurde, befragt, um eine Einschätzung abzugeben, ob Trumps Handlungen Vergehen darstellen, die zu einer Anklage führen können. Während die drei von den Demokraten geladenen Professoren diese Ansicht bekräftigten, legte Jonathan Turley seine Meinung dar, dass Trump nicht angeklagt werden sollte. Feldman zieht als Schlussfolgerungen, dass der Präsident durch Amtsmissbrauch hohe Verbrechen und Vergehen begangen habe („high crimes and misdemeanors“) – eine Phrase, die in der Verfassung als Gründe für eine Amtsenthebung aufgeführt wird. Gerhardt urteilte, Trumps Fehlverhalten sei schlimmer als das jedes früheren Präsidenten und dessen Schwere werde deutlich im Vergleich zu Nixons Fehlverhalten, der zurückgetreten war, um einer Amtsenthebung zu entgehen.
Für Karlan stellt Trumps Forderung nach ausländischer Einmischung in die Präsidentschaftswahl Amtsmissbrauch dar; solches sei nicht übliche Politik, sondern ein Hauptgrund, warum die Verfassung eine Möglichkeit zur Amtsenthebung enthalte. Um den Unterschied zwischen dem Präsidenten und einem König zu verdeutlichen, äußerte sie: „Die Verfassung kann keine Adelstitel vergeben. Während der Präsident seinen Sohn Barron nennen kann, kann er ihn nicht zu einem Baron machen.“ Sie wurde von republikanischer Seite stark für die Nennung von Trumps Sohn kritisiert. Melania Trump, Barrons Mutter, schrieb, Karlan solle sich dafür schämen; ein minderjähriges Kind verdiene Privatsphäre und solle aus der Politik rausgehalten werden. Diese entschuldigte sich am Ende der Anhörung für ihre Aussage.
Jonathan Turley allerdings ist zwar der Meinung, die Ukraine-Affäre rechtfertige eine Ermittlung, aber das Verfahren der Demokraten um eine Amtsenthebung sei schludrig und voreilig. Die Beweise müssten stärker sein und Zeugen wie Mulvaney und Bolton angehört werden. Er bezeichnete Trumps Bemühungen, eine Ermittlung wegen angeblicher Einmischung der Ukraine in die Präsidentschaftswahl 2016 zu erwirken, als unbedarft, aber nicht korrupt; die Bemühungen zu einer Ermittlung gegen Joe Biden als hoch unangemessen, aber keinen Beweis für Bestechung.
Am 7. Dezember veröffentlichten die Demokraten des Justizausschusses einen Bericht mit dem Titel Constitutional grounds for presidential impeachment (Begründungen der Verfassung für eine Anklage des Präsidenten), in dem die in der Verfassung genannten anklagbaren Vergehen näher erklärt, sowie die Geschichte, der Zweck und die Bedeutung der Impeachment ausgeführt werden. Außerdem sprechen sie darin sechs Irrtümer über das Amtsenthebungsverfahren an, die in letzter Zeit in der Öffentlichkeit kursierten. In der Einführung ist formuliert, dass die Anklage die letzte Antwort der Verfassung auf einen Präsidenten sei, der sich selbst fälschlich für einen Monarchen halte. Die in der Verfassung neben Verrat und Bestechung genannten „andere hohe Verbrechen und Vergehen“ (“other high crimes and misdemeanors”) als folgende drei: Machtmissbrauch, Verrat der Nation durch ausländische Verwicklungen und Korruption des Amtes und der Wahl. Nadler sagte in einem Statement: „Präsident Trump hat seine Macht missbraucht, die nationale Sicherheit verraten, unsere Wahlen korrumpiert, und all das für seinen persönlichen Vorteil.“ Er beschrieb das Dokument als den Erben des Berichts gleichen Titels aus dem Jahr 1974 zum Amtsenthebungsverfahren gegen Richard Nixon, der 1998 zum Amtsenthebungsverfahren gegen Bill Clinton aktualisiert, aber nicht vollständig neuverfasst worden war.
In der zweiten Sitzung am 9. Dezember wurden Anwälte beider Parteien über die Beweise und Erkenntnisse aus der Untersuchung des Geheimdienstausschusses befragt. Zeugen waren für den Geheimdienstausschuss Danny Goldman für die Demokraten, Steve Castor für die Republikaner sowie Barry Berke für die Demokraten im Justizausschuss. Vor Beginn durch Nadlers Eröffnungsstatement wurde die Sitzung durch einen Protestler unterbrochen: Owen Shroyers, Moderator einer rechten Sendung für Verschwörungstheorien bei InfoWars, schrie, dass Nadler und die Demokraten mit dem Verfahren Verrat und damit ein Verbrechen begehen würden, während Trump unschuldig sei. Während Berke argumentierte, dass Trump nicht nur eines der anklagbaren Vergehen begangen habe, sondern alle drei, und Goldman warnte, dass Trumps Handlungen eine Bedrohung und Gefahr für die nationale Sicherheit und die Wahlen seien, stellte Castor das Verfahren als politisch motiviert dar: Man wolle Trump bloß deswegen entfernen, weil man seine Politik nicht möge. Auch sei es für ihn weiterhin fraglich, wer – ob Russland oder die Ukraine – sich in die Präsidentschaftswahl 2016 eingemischt habe; er argumentierte, dass es auch beide getan haben könnten. Als Berke, der am Morgen mit Castor aussagte, am Nachmittag selbst Castor Fragen stellen konnte, wurde dies von den Republikanern beanstandet. Ebenso kritisierten sie stark, dass nicht Adam Schiff als Zeuge anwesend war, um Fragen über den Bericht seines Ausschusses und die von ihm geleitete Untersuchung zu beantworten.

## Anklage

### Anklageschrift
Anfang Dezember 2019 beauftragte Pelosi den Justizausschuss des Kongresses offiziell mit der Ausarbeitung der Anklageschrift (articles of impeachment).
Am 10. Dezember gaben die Demokraten die zwei Anklagepunkte, die sie erheben wollen, bekannt: erstens Machtmissbrauch und zweitens Behinderung des Kongresses bei den Untersuchungen. Steve Cohen, im Justizausschuss Vorsitzender des Subkomitees zur Verfassung, nannte sie die zwei höchsten Vergehen, die jemand begehen kann. Nadler führte bei der Vorstellung aus: „Es ist ein anklagbares Vergehen für einen Präsidenten, die Macht seines Amtes zu benutzen, um einen persönlichen Vorteil zu erstreben.“ und zum zweiten Punkt: „Und als er erwischt wurde, als das Haus ermittelte und eine Untersuchung eröffnete, betrieb Präsident Trump eine noch nie dagewesene, kategorische und willkürliche Missachtung der Untersuchung.“
Am Abend des 11. Dezember (Mittwoch) beginnend hielt der Justizausschuss eine zweitägige Debatte über die Anklageschrift ab, bei der jedes Mitglied einen Änderungsantrag vorbringen konnte, über den dann abgestimmt wurde. Vorschläge republikanischer Mitglieder, einen Artikel oder Passagen der Artikel zu streichen, wurden abgelehnt. Nachdem die Debatte am 12. Dezember (Donnerstag) 14 Stunden gedauert hatte, verschob Vorsitzender Nadler die abschließende Abstimmung über den finalen Text der Anklagepunkte auf Freitagmorgen, damit die Öffentlichkeit sich auch die Abstimmung ansehen könne. Bei dieser stimmten jeweils alle 23 anwesenden Demokraten (einer fehlte nach einer Operation) für und alle 17 Republikaner gegen die Anklagepunkte, womit der Ausschuss beide Artikel genehmigt hat, die darauf als Nächstes an das gesamte Repräsentantenhaus gehen.
Der Justizausschuss veröffentlichte am 16. Dezember einen Bericht zur Anklage Trumps, der die Resolution der Anklagepunkte an das Repräsentantenhaus begleiten soll. Darin werden beide Anklagepunkte erläutert und das bisherige Prozedere nachvollzogen, um aufzuzeigen, dass dieses bislang fair und auch für den Präsidenten gerecht verlaufen sei sowie welche in den Anhörungen gefundene Beweise und Erkenntnisse die Anklagepunkte stützen. Das Dokument enthält außerdem im Anhang erneut den Abschlussbericht des Geheimdienstausschusses sowie einen Bericht von Doug Collins, dem Oppositionsführer (Ranking Member) des Justizausschusses, mit dem Titel Dissenting Views (Abweichende Ansichten), in dem dieser Gegenmeinungen der Republikaner zu den Vorwürfen anführt. Dabei beschuldigen sie die Demokraten eines unfairen Verfahrens und behaupten, dass die Vorwürfe und Indizien nicht für anklagbare Vergehen ausreichen würden.

### Abstimmung
Gemäß dem Ablauf, wenn ein Gesetzesentwurf vor dem Repräsentantenhaus zuerst in einem Fachausschuss diskutiert wurde, fand vor der Debatte im Haus zunächst am 17. Dezember eine Sitzung im Regelausschuss statt, der die Regeln und Redezeit für eine Debatte bestimmt. Dieser entschied für den Modus „closed rule“, der bedeutet, dass keine Änderungsanträge zugelassen sind; außerdem eine Dauer von sechs Stunden für die Debatte, die gleichermaßen zwischen den Parteien aufgeteilt wird, und dass über die Anklagepunkte im Einzelnen abgestimmt wird.
Am folgenden Tag, dem 18. Dezember, fanden die sechsstündige Debatte und die anschließende Abstimmungen über die Anklagepunkte statt, bei der das Repräsentantenhaus durch eine Mehrheit an Demokraten beide Artikel verabschiedete, womit Präsident Donald Trump offiziell angeklagt wurde. Bei der Debatte verkündeten die Abgeordneten, ob sie für oder gegen die Anklage stimmen werden, und gaben dazu Erklärungen ab, worin hauptsächlich die bereits bekannten Argumente beider Seiten wiederholt wurden. Medial stärker rezipierte Aussagen waren Vergleiche von Republikanern zu anderen Ereignissen: So sagte der Abgeordnete Barry Loudermilk, Pontius Pilatus habe Jesus mehr Rechte gewährt, weil dieser seinen Beschuldigern gegenübertreten durfte; Nadler wies darauf hin, dass Trump eingeladen wurde, zu Anhörungen zu erscheinen, aber ablehnte. Mike Kelly sagte in Bezug auf den Angriff auf Pearl Harbor, der von Präsident Franklin D. Roosevelt als Day of Infamy (Tag der Schande) verurteilt worden war, dass auch der Tag der Anklage ein solcher sein werde.
Der erste Anklagepunkt des Machtmissbrauchs erhielt 230 zu 197 Stimmen, der zweite der Behinderung des Kongresses 229 zu 198 Stimmen. Während die Republikaner jeweils geschlossen dagegen waren, stimmten von der Mehrheitsmeinung ihrer Partei abweichend erst zwei, dann drei Demokraten mit Nein und Tulsi Gabbard, eine Kandidatin für die Vorwahlen der Präsidentschaftswahl 2020, jeweils mit Enthaltung.

## Vor dem Senatsverfahren
Nach der Anklage durch das Repräsentantenhaus wird der Senat die Verhandlung führen, bei der alle Mitglieder als Jury fungieren. Dazu werden sie vereidigt und müssen nach den Richtlinien des Senats ihre Unparteilichkeit schwören. Aussagen führender Republikaner bereits im Vorhinein, dass sie nicht unparteilich sein wollen und werden, haben zu Streitigkeiten zwischen den Parteien und Unsicherheit, wann das Senatsverfahren beginnen werde, geführt.
Mitch McConnell, Mehrheitsführer im Senat, traf sich am 12. Dezember mit Pat Cipollone, Rechtsbeistand des Weißen Hauses, und gab im Anschluss ein Interview bei Fox News. Er sagte: „Ich werde alles während [des Verfahrens] in Koordination mit dem Rechtsbeistand des Weißen Hauses tun. Es wird keinen Unterschied geben zwischen der Position des Präsidenten und unserer Position, wie wir es handhaben.“ Die Demokratin Val Demings rief ihn daraufhin dazu auf, sich wegen Befangenheit vom Verfahren zurückzuziehen. Tage später sagte Lindsey Graham, Vorsitzender des Justizausschusses im Senat, er habe sich bereits entschieden und werde nicht vortäuschen, dass er unparteiisch wäre. Auch McConnell bekräftigte erneut, er werde kein unparteiischer Geschworener sein.
Am 15. Dezember schickte Charles Schumer, Minderheitenführer im Senat, einen Brief an McConnell, in dem er dazu aufrief, dass John Bolton, Mick Mulvaney, Robert Blair und Michael Duffey, die während der Untersuchungen nicht zu Anhörungsterminen erschienen waren, als Zeugen vorgeladen werden sollten. Außerdem schlug er darin einen zeitlichen Ablauf für den Beginn der Verhandlung vom 6. Januar an vor. McConnell lehnte die Anfrage nach bzw. die Anhörung von diesen Zeugen ab, denn zu ermitteln und Beweise zu finden sei Aufgabe des Repräsentantenhauses, und die des Senats nur zu urteilen. Schumer verurteilte dies in seiner Antwort, eine Verhandlung ohne Zeugen sei keine.

### Verzögerung der Übergabe
Aufgrund Bedenken ob eines unfairen Prozesses schob Pelosi die Entscheidung hinaus, wann sie die Anklage dem Senat übergeben werde. Nach Anbruch der Winterpause stand daher noch keine Terminierung für den Beginn des Senatsverfahrens fest. Verfassungsrechtler Noah Feldman, der in der Anhörung des Justizausschusses des Repräsentantenhauses für die Anklage argumentierte, legte dar, dass Trump damit auch noch nicht angeklagt sei. Das Haus habe bislang zwar abgestimmt, Trump anzuklagen, aber zur offiziellen Ausführung der Anklage gehöre, diese an den Senat zu übergeben. Die Anklage sei ein Prozess, nicht bloß eine Abstimmung.
Nach Beendigung der Winterpause stellte Lindsey Graham in Aussicht, sollte Pelosi die Übergabe der Artikel weiterhin verweigern, würde er mit McConnell zusammenarbeiten, um die Regeln des Senats so zu ändern, dass dieser auch ohne Pelosis Handeln den Prozess beginnen könne. Am 6. Januar brachte der republikanische Senator Josh Hawley eine Resolution vor, die Pelosi eine Frist von 25 Tagen zur Übergabe der Artikel setzen würde. Nach Ablauf sollte dem Senat mit einfacher Mehrheit (51 Stimmen) erlaubt sein, die Artikel mit einem Antrag abzulehnen. Laut Hawley hat am 9. Januar auch McConnell die Resolution mitunterschrieben.

### Übergabe der Artikel an Senat
Am 10. Januar schrieb Pelosi an ihre Kollegen, dass sie Nadler gebeten habe, eine Resolution zur Übersendung der Artikel an den Senat sowie zur Ernennung der sogenannten Manager des Hauses, die den Fall dem Senat gegenüber präsentieren werden. Am 14. Januar fand ein Treffen des House Democratic Caucus statt, bei dem sie verkündete, dass das Repräsentantenhaus am folgenden Tag über eine Resolution abstimmen werde. Am 15. Januar verkündete Pelosi in einer Pressekonferenz die sieben Manager des Hauses: neben Adam Schiff als führender Manager und Jerry Nadler Hakeem Jeffries, Jason Crow, Zoe Lofgren, Val Demings und Sylvia Garcia. In der folgenden Abstimmung wurde die Resolution mit 228 zu 193 Stimmen verabschiedet und damit die ernannten Manager gebilligt sowie entschieden, die Artikel der Anklage an den Senat zu übergeben. Nachdem Pelosi die Resolution zur Beurkundung unterschrieben hatte, schritten die sieben Manager durch das Kapitol vom Repräsentantenhaus zum Senat, wo sie die Artikel der Anklage ablieferten. Cheryl L. Johnson in der Position des House Clerk kündigte sie dem Senat an und informierte ihn förmlich über die Verabschiedung der Resolution, mit der die Manager ernannt worden sind.

## Entwicklungen außerhalb des Verfahrens
Das Government Accountability Office veröffentlichte am 16. Januar einen Bericht, in dem es urteilte, dass das Office of Management and Budget mit der Zurückhaltung der bereits bewilligten Militärhilfen aus politischen Gründen den Congressional Budget and Impoundment Control Act verletzt hat.

### Lev Parnas
Der Anwalt des im Oktober 2019 festgenommenen Lev Parnas, eines Vertrauten von Rudy Giuliani, der ihm geholfen haben soll, in der Ukraine Treffen mit Regierungsvertretern zu vermitteln, äußerte im November, sein Klient sei bereit, mit der Untersuchung gegen Trump zusammenzuarbeiten und relevante Informationen zu teilen. Bondy bat an Silvester einen Bundesrichter um die Erlaubnis, Informationen von Parnas, die bei der Festnahme beschlagnahmt wurden, darunter Dokumente und Inhalte von dessen iPhone, mit den Ermittlern des Amtsenthebungsverfahrens zu teilen. Am 13. Januar 2020 übergab er tausende Seiten an Dokumenten und verschiedene elektronische Mobilgeräte von Parnas. Das Material wurde tags darauf öffentlich gemacht. Einige der Textnachrichten zeigen Konversationen zwischen Parnas und dem Geschäftsmann Robert F. Hyde, die andeuten, dass dieser Yovanovitch, von ihm bezeichnet als „Schlampe“ (Bitch), beobachten ließ, da er ihren Aufenthaltsort und Sicherheitsstatus kannte und mitteilte.
Parnas wurde am 15. Januar von Rachel Maddow in ihrer Show interviewt und sagte, Trump wusste über alle seine Schritte Bescheid, er habe nichts ohne die Zustimmung von Trump oder Giuliani getan. Auch seien Vizepräsident Pence und Attorney General Barr von Giuliani über Vorgänge in der Ukraine unterrichtet worden. Dessen Bemühungen seien niemals um Korruption, sondern immer nur um Burisma und die Bidens gegangen. Über Hyde gefragt sagte Parnas, er glaube nicht, dass Yovanovitch beobachtet worden sei. Am 17. Januar veröffentlichte der Justizausschuss weiteres Material, darunter ein Transkript des Interviews, sowie Fotos, die Parnas mit Giuliani und Trump zeigen, der nach den Enthüllungen erneut geleugnet hatte, ihn zu kennen.
Am 26. Januar wurde ein von ABC News erhaltenes Video veröffentlicht, das im April 2018 von Parnas’ Geschäftspartner Igor Fruman, der mit ihm festgenommen wurde, bei einem Spendendinner mit Trump heimlich aufgenommen worden war. Nachdem Parnas darauf sagt, sie müssten Marie Yovanovitch loswerden, ist Trumps Stimme zu hören: „Werdet sie los“, sagt er. „Schafft sie morgen raus. Es ist mir egal. Schafft sie morgen raus. Schafft sie raus. Okay? Tut es.“
Am 31. Januar vor der Abstimmung über eine mögliche Anhörung von Zeugen sandte Bondi einen Brief an McConnell (mit Kopie an Chuck Schumer), um ihn zu drängen, ein Votum zugunsten der Zeugenanhörung zu unterstützen. Er beschreibt darin, was Parnas’ Zeugenaussage anhand persönlichem Wissen und physischen Beweismitteln wie Textnachrichten und Dokumente beinhalten würde. Dabei ginge es um seine Beziehung zu Trump und Giuliani und seine Handlungen in der Ukraine im Auftrag von Trump und unter der Regie von Giuliani, um Marie Yovanovitch zu entfernen und „Dreck“ gegen Joe und Hunter Biden zu sammeln. Als Personen, die in den Plan involviert waren, listet er Vizepräsident Mike Pence, Attorney General Bill Barr, Senator Lindsey Graham, den Abgeordneten Devin Nunes, dessen Berater Derek Harvey, den Journalisten John Solomon, die Anwälte Joe diGenova und Victoria Toensing und das Super PAC America First. Dazu werden Treffen zwischen Parnas und ukrainischen Regierungsvertretern, Gesprächen zwischen ihm, Giuliani, Trump oder amerikanischen Regierungsvertretern dargestellt.

### John Bolton
Am 26. Januar 2020 berichtete die New York Times, dass ein geplantes Buch des ehemaligen Nationalen Sicherheitsberaters der USA, John Bolton, offenbar Trump in der Ukraine-Affäre belaste. Laut einem unveröffentlichten Manuskript, das Bolton dem Aktenarchivierungsbüro (Records Management Directorate) des Weißen Hauses am 30. Dezember 2019 zu einer regelmäßigen Überprüfung geschickt habe, soll Trump ihm im August gesagt haben, er wolle weiterhin 391 Millionen US-Dollar an Sicherheitsleistungen für die Ukraine einfrieren, bis die dortige Regierung bei Ermittlungen gegen Demokraten, einschließlich der Bidens, geholfen hätte. Die Frankfurter Rundschau berichtete, dies würde „den zentralen Vorwurf gegen Trump in der Ukraine-Affäre bestätigen – und der Verteidigungsstrategie des Präsidenten widersprechen.“
Trump widersprach dem Bericht auf Twitter, wo er am 26. Januar schrieb: „Ich habe John Bolton NIE gesagt, dass die Hilfe für die Ukraine mit Ermittlungen gegen Demokraten, einschließlich der Bidens, verbunden war. Tatsächlich hat er sich zum Zeitpunkt seiner sehr öffentlichen Kündigung (im Orig. „termination“) nie darüber beklagt. Sollte John Bolton das gesagt haben, dann nur, um ein Buch zu verkaufen. …“
Mehrere republikanische Senatoren forderten daraufhin, Zeugen vorzuladen. „Es wird zunehmend deutlich, dass es wichtig wäre, von John Bolton zu hören“, sagte Mitt Romney. Auch Susan Collins sagte, die neuen Enthüllungen zu Bolton würden die Forderung nach Zeugen „stärken“. Lisa Murkowski und Lamar Alexander äußerten sich laut der Zeit „interessiert“, aber „vage.“
Das United States National Security Council schrieb an Boltons Anwalt Charles Cooper, dass das Manuskript einige Informationen enthalte, die als „top secret“ klassifiziert seien und die nationale Sicherheit gefährden würden, und daher nicht veröffentlicht werden sollte. Cooper antwortete, dass Bolton sich darauf vorbereite, als Zeuge vorgeladen zu werden, und dass er dabei sicher über Informationen aus dem Kapitel des Manuskripts, das seine Rolle in der Ukraine behandelt, befragt würde.
Am 31. Januar anhand des unveröffentlichten Manuskripts, dass Trump bei einem Gespräch im Oval Office Anfang Mai 2019 mit Mick Mulvaney, Giuliani und Pat Cipollone John Bolton angeordnet haben soll, Selenskyj anzurufen, um ein Treffen mit Giuliani zu arrangieren. Bolton habe diesen Anruf aber nicht getätigt. Trump und Giuliani reagierten auf den Bericht damit, dass sie äußerten, dieses Gespräch habe nie stattgefunden.

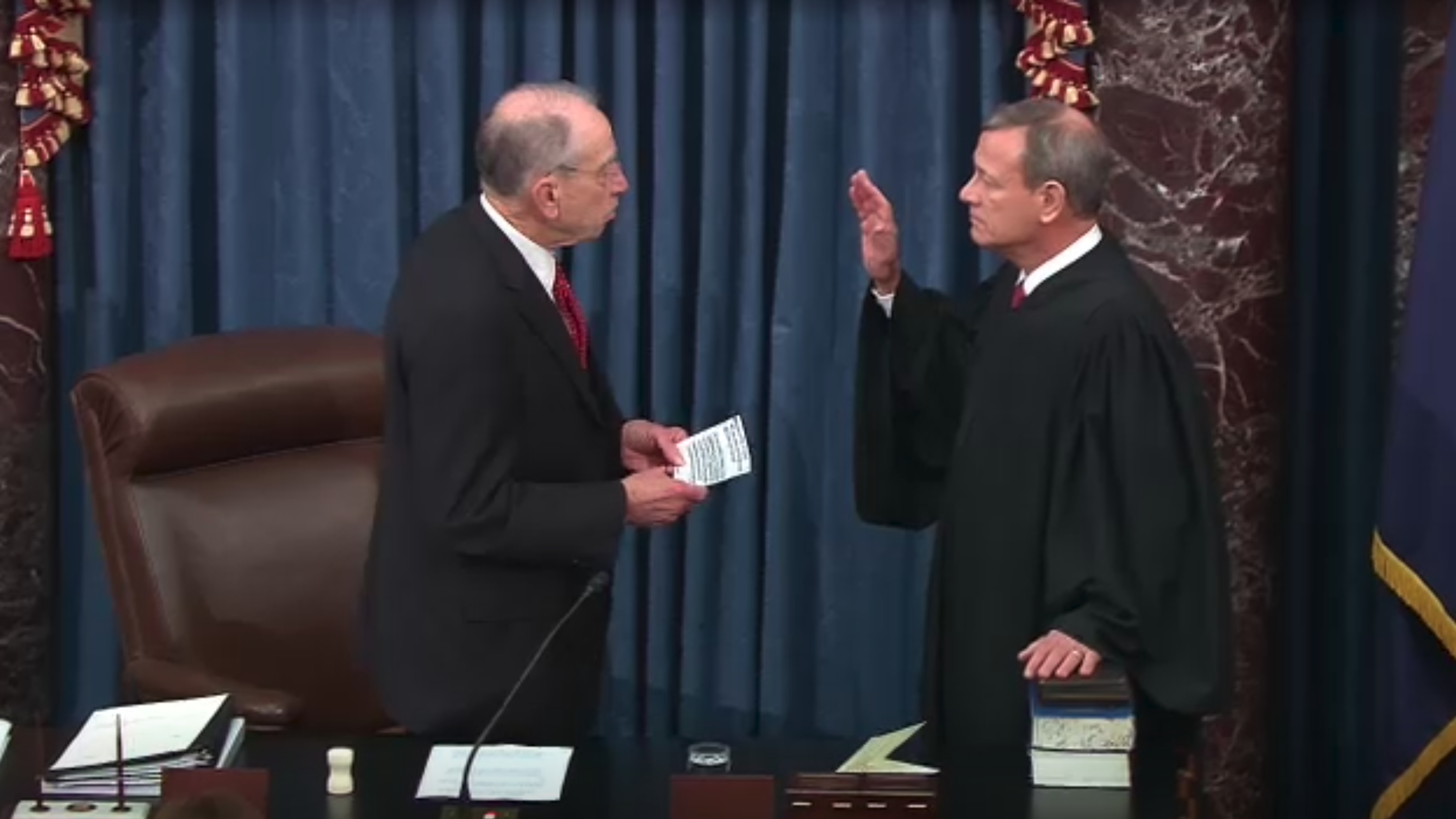
Chuck Grassley vereidigt Chief Justice John Roberts als dem Senatsverfahren vorsitzender Richter.

## Senatsverfahren

### Eröffnungszeremoniell
Am 16. Januar wurde das Senatsverfahren förmlich mit den Eröffnungszeremonien begonnen. Die sieben Manager des Hauses schritten erneut zum Senat und Adam Schiff als führender Manager verlas dort die beiden Anklagepunkte. Dann wurde Chief Justice John Roberts als vorsitzender Richter von Chuck Grassley, dem Präsidenten pro tempore des Senats, vereidigt und Roberts wiederum ließ die Senatoren auf ihre Unparteilichkeit schwören. Schließlich unterschrieben die Senatoren in Gruppen den Eid. Während der Pause zum Martin Luther King Day wurde die Senatskammer mit speziellem Mobiliar ausgestattet: zwei während des Amtsenthebungsverfahrens gegen Bill Clinton maßgefertigte Tische als Arbeitsplatz für die Manager sowie Regale, in denen die Senatoren während des Verfahrens nicht erlaubte elektrische Geräte abgeben können.
Am 17. Januar gab Trump seinen Rechtsbeistand für das Senatsverfahren bekannt, das von Pat Cipollone, Rechtsberater des Weißen Hauses, und Jay Sekulow angeführt wurde. Dazu kamen die berühmten Anwälte Kenneth Starr, dessen Untersuchungen zum Amtsenthebungsverfahren gegen Bill Clinton geführt hatten, und Alan M. Dershowitz, der 2018 in einem Buch gegen die Anklage Trumps argumentierte, sowie Pam Bondi, Jane Raskin, Eric Herschmann und Robert Ray. Am 20. Januar wurden Trumps Verteidigung acht republikanische Abgeordnete des Repräsentantenhauses hinzugefügt: Debbie Lesko, Elise Stefanik, Jim Jordan, Doug Collins, Mark Meadows, John Ratcliffe, Lee Zeldin und Mike Johnson.

### Vorbereitende Dokumente beider Seiten
Cipollone und Sekulow veröffentlichten am 18. Januar einen sechsseitigen Brief als Trumps förmliche Antwort auf die Anklage, in dem sie argumentieren, dass beide Anklagepunkte im Verfahren abgewiesen werden sollten. Sie nennen die Anklage einen Angriff auf das Recht der Bürger, ihren Präsidenten wählen zu dürfen, und einen ungesetzlichen Versuch, das Ergebnis der Präsidentschaftswahl 2016 rückgängig zu machen. Die Demokraten legten durch die Manager des Hauses einen Abriss ihrer Argumentation dar in einem insgesamt 111-seitigen Dokument mit einer Listung der durch die Untersuchung gewonnenen Fakten. Sie argumentieren für die Verurteilung Trumps in beiden Punkten sowie dafür, ihn des Amtes zu entheben. Trumps Anwälte wiederum sandten am 20. Januar ihre Argumentation an den Senat in einem insgesamt etwa 170-seitigen Dokument, dessen Anhang unter anderem das Memorandum des Telefonats vom 25. Juli 2019 enthält. Sie drängen den Senat, die Anklagepunkte schnell abzuweisen, und argumentieren, Machtmissbrauch sei kein nach der Verfassung anklagbares Vergehen, sodass der erste Artikel der Anklage als Anschuldigung kein Verbrechen bezeichne. Dieses Argument, das seine Anwälte auch in Fernsehauftritten verbreiteten, wurde von Adam Schiff stark kritisiert. Die Manager des Hauses schrieben einen 9-seitigen Brief als ihre Antwort auf Trumps Antwort und betonen, der Senat solle einen fairen Prozess mit Zeugen und allen Beweisen führen, und später ein 34-seitiges Antwortmemorandum auf das von Trumps Anwälten.

### Resolution zum Ablauf des Verfahrens
In der Sitzung am 21. Januar debattierte der Senat über eine tags zuvor von Mitch McConnell eingebrachte Resolution, um die Regeln und den Ablauf des Senatsverfahrens festzulegen. Ursprünglich sah diese Resolution vor, dass beide Seiten, die House Manager und Trumps Anwälte, jeweils insgesamt 24 Stunden bekämen, ihre Argumente vorzutragen, aufgeteilt auf zwei Tage. Da die Sitzungen des Senats für das Verfahren nach Mittag beginnen sollen, hätte das geheißen, dass diese bis in die Nacht hätten dauern können, sodass es die Öffentlichkeit davon abhalten würde, alles live mitzuverfolgen. Dies wurde sowohl von Demokraten als auch republikanischen Senatoren kritisiert. McConnell hat den Text daher kurz vor der Verlesung noch handschriftlich dahingehend verändert, dass die 24 Stunden auf drei Tage aufgeteilt werden sollen, wodurch die Sitzungen am Abend enden. Chuck Schumer legte elf Ergänzungsanträge vor, um Mitglieder des Weißen Hauses und der Regierung zwangsvorzuladen, von denen der erste von den Republikanern abgelehnt und die anderen zurückgestellt wurden. McConnells Resolution vertagt Abstimmungen darüber, Zeugen vorzuladen, bis beide Seiten ihre Eröffnungsargumentationen gehalten haben. Nach einem Austausch zwischen Jerrold Nadler und Pat Cipollone rügte Chief Justice Roberts beide Seiten für ihre Ausdrucksweisen und sagte, sie sollten sich daran erinnern, wo sie sind. Die Debatte dauerte dreizehn Stunden bis in den folgenden Tag hinein, als schließlich McConnells Resolution entlang der Parteilinien (53 republikanische Stimmen zu 47 Minderheitsstimmen aus 45 Demokraten und 2 unabhängige Senatoren) verabschiedet wurde.

### Eröffnungsargumentationen
Vom 22. bis zum 24. Januar präsentierten die Manager des Hauses ihre Eröffnungsargumentationen. Am ersten Tag legten sie in über sieben Stunden die durch die Untersuchung gesammelten Fakten und Beweise; indem sie dabei Monat für Monat und Zeuge für Zeuge durchgingen, präsentierten sie eine Chronologie des Falles. Dafür verwendeten sie auch auf Monitoren gezeigte Screenshots von Dokumenten wie Transkripte der Anhörungen, Mails und Textnachrichten sowie etwa 50 Videoclips mit Aussagen von Zeugen aus öffentlichen Anhörungen und von Trump selbst in Interviews und Pressekonferenzen. Am zweiten Tag argumentierten sie, dass die dargestellten und untersuchten Handlungen Trumps Machtmissbrauch und dies wiederum ein anklagbares Vergehen darstellen. Jerrold Nadler führte aus, dass es dabei kein strafrechtliches Verbrechen sein muss, und zeigte einen Videoausschnitt aus dem Amtsenthebungsverfahren gegen Bill Clinton 1999, in dem Lindsey Graham sagte, Impeachment setze kein Verbrechen voraus.
Während sie sich während des Großteils ihrer 24 Stunden mit dem ersten Anklagepunkt des Machtmissbrauchs beschäftigten, widmeten sie den dritten Tag dem Anklagepunkt der Kongressbehinderung, indem sie Trumps kategorische Ablehnung jeglicher Zusammenarbeit mit der Untersuchung detailliert ausführten. Sie endeten mit einem Plädoyer für einen fairen Prozess.
Trumps Anwaltsteam präsentierte seine Eröffnungsargumentation zur Verteidigung des Angeklagten am Samstag, dem 25. Januar, sowie am 27. und 28. Januar. Insgesamt brachten sie dafür etwa elf der zur Verfügung gestandenen 24 Stunden auf. Am Samstag verwendeten sie zwei Stunden, eine weniger, als zuvor erwartet wurde, um nicht zu viel Zeit vom Wochenende der Senatoren in Anspruch zu nehmen. Cipollone argumentierte, die Demokraten würden nicht nur die Präsidentschaftswahl 2016 rückgängig machen, sondern auch die Wahl 2020 beeinflussen wollen. Außerdem griff das Team die Glaubwürdigkeit der demokratischen Seite an, die bei ihrer Präsentation der Beweise relevante Aussagen, die Trump entlasten würden, ausgelassen hätten. Am Montag konzentrierten sie sich hauptsächlich auf Burisma Holdings und die Bidens, um zu zeigen, dass Trumps Forderungen nach Ermittlungen wegen Korruption gerechtfertigt seien. Pam Bondi und Eric Harshman argumentierten, Hunter Biden habe seine Position bei Burisma Holdings erhalten, weil sein Vater der Vizepräsident war. Am Dienstag nutzten sie wieder nur etwa zwei Stunden ihrer Zeit. Sie beschuldigten die Demokraten erneut, die Präsidentschaftswahl von 2016 umkehren zu wollen, und nannten dies schädlich und gefährlich für das Land und die Regierung. Die Anklagepunkte müssten abgelehnt und das Verfahren möglichst schnell beendet werden.

### Fragerunde
Am 29. und am 30. Januar fand eine insgesamt 16-stündige Fragerunde statt, in der die Senatoren (einzeln oder in Gruppen) an beide Seiten, die Manager des Hauses und Trumps Anwaltteam, Fragen stellen konnten. Weil die Senatoren während des Verfahrens nicht sprechen dürfen, schrieben sie ihre Fragen auf Karten, die Chief Justice John Roberts dann vorlas und schließlich von jemandem der gewählten Seite beantwortet wurde, wofür jeweils fünf Minuten erlaubt waren. Thematisch ging es insbesondere um Trumps Motivation und die Frage, ob weitere Zeugen wie John Bolton angehört werden sollten. Hauptsächlich stellten demokratische Senatoren ihre Fragen an die Manager des Hauses und republikanische Senatoren an Trumps Verteidigung. Lisa Desjardins von PBS NewsHour wertet daher von fast 180 Fragen den deutlichen Großteil von über 140 Fragen als freundlich (damit die entsprechende Seite ihr Argument ausbauen kann) und nur unter 20 Fragen als herausfordernd (um eine Schwäche im Argument der Gegenseite zu entlarven) und noch weniger als offen (um tatsächlich eine Antwort auf eine Frage zu erhalten).
Die erste Frage stellte Susan Collins mit Lisa Murkowski und Mitt Romney, die als die drei republikanischen Senatoren eingeschätzt wurden, die am ehesten für die Anhörung von Zeugen stimmen würden. Sie fragten, wie der Senat den ersten Anklagepunkt behandeln solle, wenn Trump für seine Handlungen mehrere Motivationen hatte, etwa den persönlichen politischen Vorteil und zugleich den Kampf gegen Korruption zum nationalen Interesse. Philbin antwortete, die Klage des Hauses falle dann auseinander, Adam Schiff wiederum, dass es reiche, wenn ein korruptes Motiv dabei sei, um Trump zu verurteilen. Auch verwies er auf Bolton, der als Zeuge die Frage nach Trumps Motiv klären könnte.
Eine Kontroverse löste Alan Dershowitz mit seiner Antwort auf eine Frage von Ted Cruz aus, ob Quidproquo-Arrangements häufig in der Auslandspolitik eingesetzt werden. Dershowitz antwortete: „Wenn ein Präsident etwas tut, von dem er glaubt, es werde dabei helfen, dass er im öffentlichen Interesse gewählt werde, könne dies nicht die Art Quid pro quo sein, die zu einer Anklage führt. Jeder öffentliche Amtsträger, den ich kenne, glaubt, seine Wahl liege im öffentlichen Interesse.“ Dieses Argument wurde von Demokraten und Rechtsgelehrten kritisiert: Schiff sagte, das gebe einen Blankoscheck für weitere ausländische Einmischung in der Zukunft. Erwin Chemerinsky, Dekan der University of California, Berkeley, äußerte, dass es bedeuten würde, der Präsident könnte jedes Gesetz verletzen und jegliche Macht missbrauchen und dann sagen, es sei für das öffentliche Interesse. Neal Katyal von NBC News sagte, dieses Argument würde dem Präsidenten erlauben, buchstäblich alles zu tun, und zog den Vergleich zu Nixon: „Ich bin sicher, Nixon dachte auch, der Einbruch war in Ordnung, weil er seiner Wiederwahl helfe, die seines Erachtens im nationalen Interesse lag.“ Dershowitz reagierte mit den Vorwürfen, dass die Medien seine Worte verdreht hätten sowie dass die Rechtsgelehrten voreingenommen wären und bei einem demokratischen Präsidenten ihm zustimmen würden.
Am zweiten Tag lehnte Roberts ab, eine Frage von Rand Paul vorzulesen, die dem Anschein nach den Namen des Whistleblowers der Beschwerde gegen Trump enthielt. Paul sagte später der Presse, die Entscheidung von Roberts sei falsch gewesen, und las seine Frage dann vor.

### Abstimmung über Zeugen
In der Nacht vom 31. Januar auf den 1. Februar 2020 stimmte der Senat der USA über den Antrag der Demokraten ab, weitere Zeugen vorzuladen. Der Antrag wurde mit 51 zu 49 Stimmen abgewiesen. Nur zwei der 53 republikanischen Senatoren, Mitt Romney und Susan Collins, stimmten für den Antrag.

### Abschlussplädoyers
Am 3. Februar 2020 hielten Anklage und Verteidigung ihre Abschlussplädoyers. Die Demokraten forderten die Verurteilung Trumps. Anklageführer Adam Schiff erklärte: „Donald Trump hat seinen Eid verraten, die Verfassung zu schützen und zu verteidigen.“ Die Beweise für seine Schuld in den Anklagepunkten Amtsmissbrauch und Behinderung des Kongresses seien „überwältigend“, die Senatoren müssten Trump seines Amtes entheben. Er mahnte an, dass man Trump nicht verändern könne und nicht sicher sein könne, dass er nicht auch bei der kommenden Präsidentschaftswahl versuchen werde zu betrügen, und versuchte, zumindest eine einzelne republikanische Stimme für die Amtsenthebung zu gewinnen. Trumps Chefanwalt Pat Cipollone forderte einen Freispruch. Das Verfahren sei ein Versuch, Trumps Wahlsieg von 2016 rückgängig zu machen und seine Wiederwahl zu verhindern. Eine Entscheidung darüber sei Sache der Wähler.

### Abstimmung und Freispruch
Die Abstimmung über eine Amtsenthebung Trumps fand am Mittwoch, den 5. Februar 2020, statt. Dabei stimmte der Senat getrennt über die Anklagepunkte Amtsmissbrauch und Behinderung des Kongresses ab. Für eine Verurteilung und Amtsenthebung des Präsidenten wäre nach der US-Verfassung im Senat eine Zweidrittelmehrheit (67 Stimmen) in wenigstens einem Anklagepunkt nötig gewesen. Die republikanische Mehrheit sprach ihn in beiden Punkten frei mit 52 zu 48 Stimmen zum Machtmissbrauch und 53 zu 47 Stimmen zur Kongressbehinderung. Als einziger Republikaner stimmte Mitt Romney beim Anklagepunkt des Amtsmissbrauchs mit den Demokraten für eine Verurteilung Trumps. „Eine Wahl zu manipulieren, um sein Amt zu verteidigen, ist wohl die eklatanteste Verletzung des Amtseids, die ich mir vorstellen kann“, begründete er seine Entscheidung.
| Ausgezählte Stimmen zu den Artikeln der Anklage im Impeachment-Verfahren | Ausgezählte Stimmen zu den Artikeln der Anklage im Impeachment-Verfahren | Ausgezählte Stimmen zu den Artikeln der Anklage im Impeachment-Verfahren | Ausgezählte Stimmen zu den Artikeln der Anklage im Impeachment-Verfahren | Ausgezählte Stimmen zu den Artikeln der Anklage im Impeachment-Verfahren |
| Senator/in                                                               | Partei                                                                   | Bundesstaat                                                              | Stimme                                                                   | Stimme                                                                   |
| Senator/in                                                               | Partei                                                                   | Bundesstaat                                                              | Artikel I Machtsmissbrauch                                               | Artikel II Kongressbehinderung                                           |
| ------------------------------------------------------------------------ | ------------------------------------------------------------------------ | ------------------------------------------------------------------------ | ------------------------------------------------------------------------ | ------------------------------------------------------------------------ |
| Doug Jones                                                               | Demokrat                                                                 | Alabama                                                                  | Grünes Häkchensymbol für ja                                              | Grünes Häkchensymbol für ja                                              |
| Richard Shelby                                                           | Republikaner                                                             | Alabama                                                                  | Rotes X oder Kreuzchensymbol für nein                                    | Rotes X oder Kreuzchensymbol für nein                                    |
| Dan Sullivan                                                             | Republikaner                                                             | Alaska                                                                   | Rotes X oder Kreuzchensymbol für nein                                    | Rotes X oder Kreuzchensymbol für nein                                    |
| Lisa Murkowski                                                           | Republikaner                                                             | Alaska                                                                   | Rotes X oder Kreuzchensymbol für nein                                    | Rotes X oder Kreuzchensymbol für nein                                    |
| Kyrsten Sinema                                                           | Demokrat                                                                 | Arizona                                                                  | Grünes Häkchensymbol für ja                                              | Grünes Häkchensymbol für ja                                              |
| Martha McSally                                                           | Republikaner                                                             | Arizona                                                                  | Rotes X oder Kreuzchensymbol für nein                                    | Rotes X oder Kreuzchensymbol für nein                                    |
| Tom Cotton                                                               | Republikaner                                                             | Arkansas                                                                 | Rotes X oder Kreuzchensymbol für nein                                    | Rotes X oder Kreuzchensymbol für nein                                    |
| John Boozman                                                             | Republikaner                                                             | Arkansas                                                                 | Rotes X oder Kreuzchensymbol für nein                                    | Rotes X oder Kreuzchensymbol für nein                                    |
| Dianne Feinstein                                                         | Demokrat                                                                 | Kalifornien                                                              | Grünes Häkchensymbol für ja                                              | Grünes Häkchensymbol für ja                                              |
| Kamala Harris                                                            | Demokrat                                                                 | Kalifornien                                                              | Grünes Häkchensymbol für ja                                              | Grünes Häkchensymbol für ja                                              |
| Cory Gardner                                                             | Republikaner                                                             | Colorado                                                                 | Rotes X oder Kreuzchensymbol für nein                                    | Rotes X oder Kreuzchensymbol für nein                                    |
| Michael Bennet                                                           | Demokrat                                                                 | Colorado                                                                 | Grünes Häkchensymbol für ja                                              | Grünes Häkchensymbol für ja                                              |
| Chris Murphy                                                             | Demokrat                                                                 | Connecticut                                                              | Grünes Häkchensymbol für ja                                              | Grünes Häkchensymbol für ja                                              |
| Richard Blumenthal                                                       | Demokrat                                                                 | Connecticut                                                              | Grünes Häkchensymbol für ja                                              | Grünes Häkchensymbol für ja                                              |
| Tom Carper                                                               | Demokrat                                                                 | Delaware                                                                 | Grünes Häkchensymbol für ja                                              | Grünes Häkchensymbol für ja                                              |
| Chris Coons                                                              | Demokrat                                                                 | Delaware                                                                 | Grünes Häkchensymbol für ja                                              | Grünes Häkchensymbol für ja                                              |
| Rick Scott                                                               | Republikaner                                                             | Florida                                                                  | Rotes X oder Kreuzchensymbol für nein                                    | Rotes X oder Kreuzchensymbol für nein                                    |
| Marco Rubio                                                              | Republikaner                                                             | Florida                                                                  | Rotes X oder Kreuzchensymbol für nein                                    | Rotes X oder Kreuzchensymbol für nein                                    |
| David Perdue                                                             | Republikaner                                                             | Georgia                                                                  | Rotes X oder Kreuzchensymbol für nein                                    | Rotes X oder Kreuzchensymbol für nein                                    |
| Kelly Loeffler                                                           | Republikaner                                                             | Georgia                                                                  | Rotes X oder Kreuzchensymbol für nein                                    | Rotes X oder Kreuzchensymbol für nein                                    |
| Mazie Hirono                                                             | Demokrat                                                                 | Hawaii                                                                   | Grünes Häkchensymbol für ja                                              | Grünes Häkchensymbol für ja                                              |
| Brian Schatz                                                             | Demokrat                                                                 | Hawaii                                                                   | Grünes Häkchensymbol für ja                                              | Grünes Häkchensymbol für ja                                              |
| Jim Risch                                                                | Republikaner                                                             | Idaho                                                                    | Rotes X oder Kreuzchensymbol für nein                                    | Rotes X oder Kreuzchensymbol für nein                                    |
| Mike Crapo                                                               | Republikaner                                                             | Idaho                                                                    | Rotes X oder Kreuzchensymbol für nein                                    | Rotes X oder Kreuzchensymbol für nein                                    |
| Dick Durbin                                                              | Demokrat                                                                 | Illinois                                                                 | Grünes Häkchensymbol für ja                                              | Grünes Häkchensymbol für ja                                              |
| Tammy Duckworth                                                          | Demokrat                                                                 | Illinois                                                                 | Grünes Häkchensymbol für ja                                              | Grünes Häkchensymbol für ja                                              |
| Mike Braun                                                               | Republikaner                                                             | Indiana                                                                  | Rotes X oder Kreuzchensymbol für nein                                    | Rotes X oder Kreuzchensymbol für nein                                    |
| Todd Young                                                               | Republikaner                                                             | Indiana                                                                  | Rotes X oder Kreuzchensymbol für nein                                    | Rotes X oder Kreuzchensymbol für nein                                    |
| Joni Ernst                                                               | Republikaner                                                             | Iowa                                                                     | Rotes X oder Kreuzchensymbol für nein                                    | Rotes X oder Kreuzchensymbol für nein                                    |
| Chuck Grassley                                                           | Republikaner                                                             | Iowa                                                                     | Rotes X oder Kreuzchensymbol für nein                                    | Rotes X oder Kreuzchensymbol für nein                                    |
| Pat Roberts                                                              | Republikaner                                                             | Kansas                                                                   | Rotes X oder Kreuzchensymbol für nein                                    | Rotes X oder Kreuzchensymbol für nein                                    |
| Jerry Moran                                                              | Republikaner                                                             | Kansas                                                                   | Rotes X oder Kreuzchensymbol für nein                                    | Rotes X oder Kreuzchensymbol für nein                                    |
| Mitch McConnell                                                          | Republikaner                                                             | Kentucky                                                                 | Rotes X oder Kreuzchensymbol für nein                                    | Rotes X oder Kreuzchensymbol für nein                                    |
| Rand Paul                                                                | Republikaner                                                             | Kentucky                                                                 | Rotes X oder Kreuzchensymbol für nein                                    | Rotes X oder Kreuzchensymbol für nein                                    |
| Bill Cassidy                                                             | Republikaner                                                             | Louisiana                                                                | Rotes X oder Kreuzchensymbol für nein                                    | Rotes X oder Kreuzchensymbol für nein                                    |
| John Kennedy                                                             | Republikaner                                                             | Louisiana                                                                | Rotes X oder Kreuzchensymbol für nein                                    | Rotes X oder Kreuzchensymbol für nein                                    |
| Angus King                                                               | Unabhängig                                                               | Maine                                                                    | Grünes Häkchensymbol für ja                                              | Grünes Häkchensymbol für ja                                              |
| Susan Collins                                                            | Republikaner                                                             | Maine                                                                    | Rotes X oder Kreuzchensymbol für nein                                    | Rotes X oder Kreuzchensymbol für nein                                    |
| Ben Cardin                                                               | Demokrat                                                                 | Maryland                                                                 | Grünes Häkchensymbol für ja                                              | Grünes Häkchensymbol für ja                                              |
| Chris Van Hollen                                                         | Demokrat                                                                 | Maryland                                                                 | Grünes Häkchensymbol für ja                                              | Grünes Häkchensymbol für ja                                              |
| Elizabeth Warren                                                         | Demokrat                                                                 | Massachusetts                                                            | Grünes Häkchensymbol für ja                                              | Grünes Häkchensymbol für ja                                              |
| Ed Markey                                                                | Demokrat                                                                 | Massachusetts                                                            | Grünes Häkchensymbol für ja                                              | Grünes Häkchensymbol für ja                                              |
| Debbie Stabenow                                                          | Demokrat                                                                 | Michigan                                                                 | Grünes Häkchensymbol für ja                                              | Grünes Häkchensymbol für ja                                              |
| Gary Peters                                                              | Demokrat                                                                 | Michigan                                                                 | Grünes Häkchensymbol für ja                                              | Grünes Häkchensymbol für ja                                              |
| Amy Klobuchar                                                            | Demokrat                                                                 | Minnesota                                                                | Grünes Häkchensymbol für ja                                              | Grünes Häkchensymbol für ja                                              |
| Tina Smith                                                               | Demokrat                                                                 | Minnesota                                                                | Grünes Häkchensymbol für ja                                              | Grünes Häkchensymbol für ja                                              |
| Roger Wicker                                                             | Republikaner                                                             | Mississippi                                                              | Rotes X oder Kreuzchensymbol für nein                                    | Rotes X oder Kreuzchensymbol für nein                                    |
| Cindy Hyde-Smith                                                         | Republikaner                                                             | Mississippi                                                              | Rotes X oder Kreuzchensymbol für nein                                    | Rotes X oder Kreuzchensymbol für nein                                    |
| Josh Hawley                                                              | Republikaner                                                             | Missouri                                                                 | Rotes X oder Kreuzchensymbol für nein                                    | Rotes X oder Kreuzchensymbol für nein                                    |
| Roy Blunt                                                                | Republikaner                                                             | Missouri                                                                 | Rotes X oder Kreuzchensymbol für nein                                    | Rotes X oder Kreuzchensymbol für nein                                    |
| Jon Tester                                                               | Demokrat                                                                 | Montana                                                                  | Grünes Häkchensymbol für ja                                              | Grünes Häkchensymbol für ja                                              |
| Steve Daines                                                             | Republikaner                                                             | Montana                                                                  | Rotes X oder Kreuzchensymbol für nein                                    | Rotes X oder Kreuzchensymbol für nein                                    |
| Deb Fischer                                                              | Republikaner                                                             | Nebraska                                                                 | Rotes X oder Kreuzchensymbol für nein                                    | Rotes X oder Kreuzchensymbol für nein                                    |
| Ben Sasse                                                                | Republikaner                                                             | Nebraska                                                                 | Rotes X oder Kreuzchensymbol für nein                                    | Rotes X oder Kreuzchensymbol für nein                                    |
| Jacky Rosen                                                              | Demokrat                                                                 | Nevada                                                                   | Grünes Häkchensymbol für ja                                              | Grünes Häkchensymbol für ja                                              |
| Catherine Cortez Masto                                                   | Demokrat                                                                 | Nevada                                                                   | Grünes Häkchensymbol für ja                                              | Grünes Häkchensymbol für ja                                              |
| Jeanne Shaheen                                                           | Demokrat                                                                 | New Hampshire                                                            | Grünes Häkchensymbol für ja                                              | Grünes Häkchensymbol für ja                                              |
| Maggie Hassan                                                            | Demokrat                                                                 | New Hampshire                                                            | Grünes Häkchensymbol für ja                                              | Grünes Häkchensymbol für ja                                              |
| Bob Menendez                                                             | Demokrat                                                                 | New Jersey                                                               | Grünes Häkchensymbol für ja                                              | Grünes Häkchensymbol für ja                                              |
| Cory Booker                                                              | Demokrat                                                                 | New Jersey                                                               | Grünes Häkchensymbol für ja                                              | Grünes Häkchensymbol für ja                                              |
| Martin Heinrich                                                          | Demokrat                                                                 | New Mexico                                                               | Grünes Häkchensymbol für ja                                              | Grünes Häkchensymbol für ja                                              |
| Tom Udall                                                                | Demokrat                                                                 | New Mexico                                                               | Grünes Häkchensymbol für ja                                              | Grünes Häkchensymbol für ja                                              |
| Kirsten Gillibrand                                                       | Demokrat                                                                 | New York                                                                 | Grünes Häkchensymbol für ja                                              | Grünes Häkchensymbol für ja                                              |
| Chuck Schumer                                                            | Demokrat                                                                 | New York                                                                 | Grünes Häkchensymbol für ja                                              | Grünes Häkchensymbol für ja                                              |
| Thom Tillis                                                              | Republikaner                                                             | North Carolina                                                           | Rotes X oder Kreuzchensymbol für nein                                    | Rotes X oder Kreuzchensymbol für nein                                    |
| Richard Burr                                                             | Republikaner                                                             | North Carolina                                                           | Rotes X oder Kreuzchensymbol für nein                                    | Rotes X oder Kreuzchensymbol für nein                                    |
| Kevin Cramer                                                             | Republikaner                                                             | North Dakota                                                             | Rotes X oder Kreuzchensymbol für nein                                    | Rotes X oder Kreuzchensymbol für nein                                    |
| John Hoeven                                                              | Republikaner                                                             | North Dakota                                                             | Rotes X oder Kreuzchensymbol für nein                                    | Rotes X oder Kreuzchensymbol für nein                                    |
| Sherrod Brown                                                            | Demokrat                                                                 | Ohio                                                                     | Grünes Häkchensymbol für ja                                              | Grünes Häkchensymbol für ja                                              |
| Rob Portman                                                              | Republikaner                                                             | Ohio                                                                     | Rotes X oder Kreuzchensymbol für nein                                    | Rotes X oder Kreuzchensymbol für nein                                    |
| Jim Inhofe                                                               | Republikaner                                                             | Oklahoma                                                                 | Rotes X oder Kreuzchensymbol für nein                                    | Rotes X oder Kreuzchensymbol für nein                                    |
| James Lankford                                                           | Republikaner                                                             | Oklahoma                                                                 | Rotes X oder Kreuzchensymbol für nein                                    | Rotes X oder Kreuzchensymbol für nein                                    |
| Jeff Merkley                                                             | Demokrat                                                                 | Oregon                                                                   | Grünes Häkchensymbol für ja                                              | Grünes Häkchensymbol für ja                                              |
| Ron Wyden                                                                | Demokrat                                                                 | Oregon                                                                   | Grünes Häkchensymbol für ja                                              | Grünes Häkchensymbol für ja                                              |
| Bob Casey Jr.                                                            | Demokrat                                                                 | Pennsylvania                                                             | Grünes Häkchensymbol für ja                                              | Grünes Häkchensymbol für ja                                              |
| Pat Toomey                                                               | Republikaner                                                             | Pennsylvania                                                             | Rotes X oder Kreuzchensymbol für nein                                    | Rotes X oder Kreuzchensymbol für nein                                    |
| Sheldon Whitehouse                                                       | Demokrat                                                                 | Rhode Island                                                             | Grünes Häkchensymbol für ja                                              | Grünes Häkchensymbol für ja                                              |
| Jack Reed                                                                | Demokrat                                                                 | Rhode Island                                                             | Grünes Häkchensymbol für ja                                              | Grünes Häkchensymbol für ja                                              |
| Lindsey Graham                                                           | Republikaner                                                             | South Carolina                                                           | Rotes X oder Kreuzchensymbol für nein                                    | Rotes X oder Kreuzchensymbol für nein                                    |
| Tim Scott                                                                | Republikaner                                                             | South Carolina                                                           | Rotes X oder Kreuzchensymbol für nein                                    | Rotes X oder Kreuzchensymbol für nein                                    |
| Mike Rounds                                                              | Republikaner                                                             | South Dakota                                                             | Rotes X oder Kreuzchensymbol für nein                                    | Rotes X oder Kreuzchensymbol für nein                                    |
| John Thune                                                               | Republikaner                                                             | South Dakota                                                             | Rotes X oder Kreuzchensymbol für nein                                    | Rotes X oder Kreuzchensymbol für nein                                    |
| Marsha Blackburn                                                         | Republikaner                                                             | Tennessee                                                                | Rotes X oder Kreuzchensymbol für nein                                    | Rotes X oder Kreuzchensymbol für nein                                    |
| Lamar Alexander                                                          | Republikaner                                                             | Tennessee                                                                | Rotes X oder Kreuzchensymbol für nein                                    | Rotes X oder Kreuzchensymbol für nein                                    |
| Ted Cruz                                                                 | Republikaner                                                             | Texas                                                                    | Rotes X oder Kreuzchensymbol für nein                                    | Rotes X oder Kreuzchensymbol für nein                                    |
| John Cornyn                                                              | Republikaner                                                             | Texas                                                                    | Rotes X oder Kreuzchensymbol für nein                                    | Rotes X oder Kreuzchensymbol für nein                                    |
| Mitt Romney                                                              | Republikaner                                                             | Utah                                                                     | Grünes Häkchensymbol für ja                                              | Rotes X oder Kreuzchensymbol für nein                                    |
| Mike Lee                                                                 | Republikaner                                                             | Utah                                                                     | Rotes X oder Kreuzchensymbol für nein                                    | Rotes X oder Kreuzchensymbol für nein                                    |
| Bernie Sanders                                                           | Unabhängig                                                               | Vermont                                                                  | Grünes Häkchensymbol für ja                                              | Grünes Häkchensymbol für ja                                              |
| Patrick Leahy                                                            | Demokrat                                                                 | Vermont                                                                  | Grünes Häkchensymbol für ja                                              | Grünes Häkchensymbol für ja                                              |
| Tim Kaine                                                                | Demokrat                                                                 | Virginia                                                                 | Grünes Häkchensymbol für ja                                              | Grünes Häkchensymbol für ja                                              |
| Mark Warner                                                              | Demokrat                                                                 | Virginia                                                                 | Grünes Häkchensymbol für ja                                              | Grünes Häkchensymbol für ja                                              |
| Maria Cantwell                                                           | Demokrat                                                                 | Washington                                                               | Grünes Häkchensymbol für ja                                              | Grünes Häkchensymbol für ja                                              |
| Patty Murray                                                             | Demokrat                                                                 | Washington                                                               | Grünes Häkchensymbol für ja                                              | Grünes Häkchensymbol für ja                                              |
| Joe Manchin                                                              | Demokrat                                                                 | West Virginia                                                            | Grünes Häkchensymbol für ja                                              | Grünes Häkchensymbol für ja                                              |
| Shelley Moore Capito                                                     | Republikaner                                                             | West Virginia                                                            | Rotes X oder Kreuzchensymbol für nein                                    | Rotes X oder Kreuzchensymbol für nein                                    |
| Tammy Baldwin                                                            | Demokrat                                                                 | Wisconsin                                                                | Grünes Häkchensymbol für ja                                              | Grünes Häkchensymbol für ja                                              |
| Ron Johnson                                                              | Republikaner                                                             | Wisconsin                                                                | Rotes X oder Kreuzchensymbol für nein                                    | Rotes X oder Kreuzchensymbol für nein                                    |
| John Barrasso                                                            | Republikaner                                                             | Wyoming                                                                  | Rotes X oder Kreuzchensymbol für nein                                    | Rotes X oder Kreuzchensymbol für nein                                    |
| Mike Enzi                                                                | Republikaner                                                             | Wyoming                                                                  | Rotes X oder Kreuzchensymbol für nein                                    | Rotes X oder Kreuzchensymbol für nein                                    |

## Folgen
An dem Tag nach seinem Freispruch hielt Trump vor Kabinettsmitgliedern, hochrangigen Republikanern und Unterstützern im Weißen Haus eine Ansprache in einem Auftritt, den er selbst als Feier bezeichnete. Die weitestgehend improvisierte Rede bestand zu einem großen Teil aus Attacken gegen oppositionelle Demokraten wie Adam Schiff, Nancy Pelosi und Chuck Schumer. Über Mitt Romney machte er sich wegen dessen gescheiterter Präsidentschaftskandidatur gegen Obama lustig. Um seinen Freispruch zu feiern, hielt er eine Ausgabe der Washington Post mit der Überschrift Trump Acquitted hoch und dankte seinen Unterstützern. Er betonte, dass er nichts falsch gemacht habe und bezeichnete das Telefonat mit Selenskyj wieder als perfekt und sehr gut. Medien verglichen Trumps Statement mit dem von Bill Clinton nach dessen Freispruch im Amtsenthebungsverfahren 1999 und hoben als Unterschied hervor, dass Clinton gesagt hatte, dass er seine Taten zutiefst bedaure. Während Clintons Statement etwa zwei Minuten dauerte, sprach Trump knapp eine Stunde lang.
Zuvor hatte seine Sprecherin Stephanie Grisham bei Fox News gesagt, dass Trump den Anlass nutzen werde, um darüber zu sprechen, wie „entsetzlich“ er behandelt worden sei – „und dass vielleicht Leute dafür bezahlen sollten“. Am 7. Februar wurde zunächst Alexander Vindman als Berater des National Sicherheitsrates aus dem Weißen Haus verbannt und später auch Gordon Sondland als Botschafter bei der Europäischen Union abberufen. Am selben Tag musste auch Vindmans Zwillingsbruder Yevgeny das Weiße Haus verlassen, der mit dem Verfahren nichts zu tun gehabt hatte.